# Matrimonio

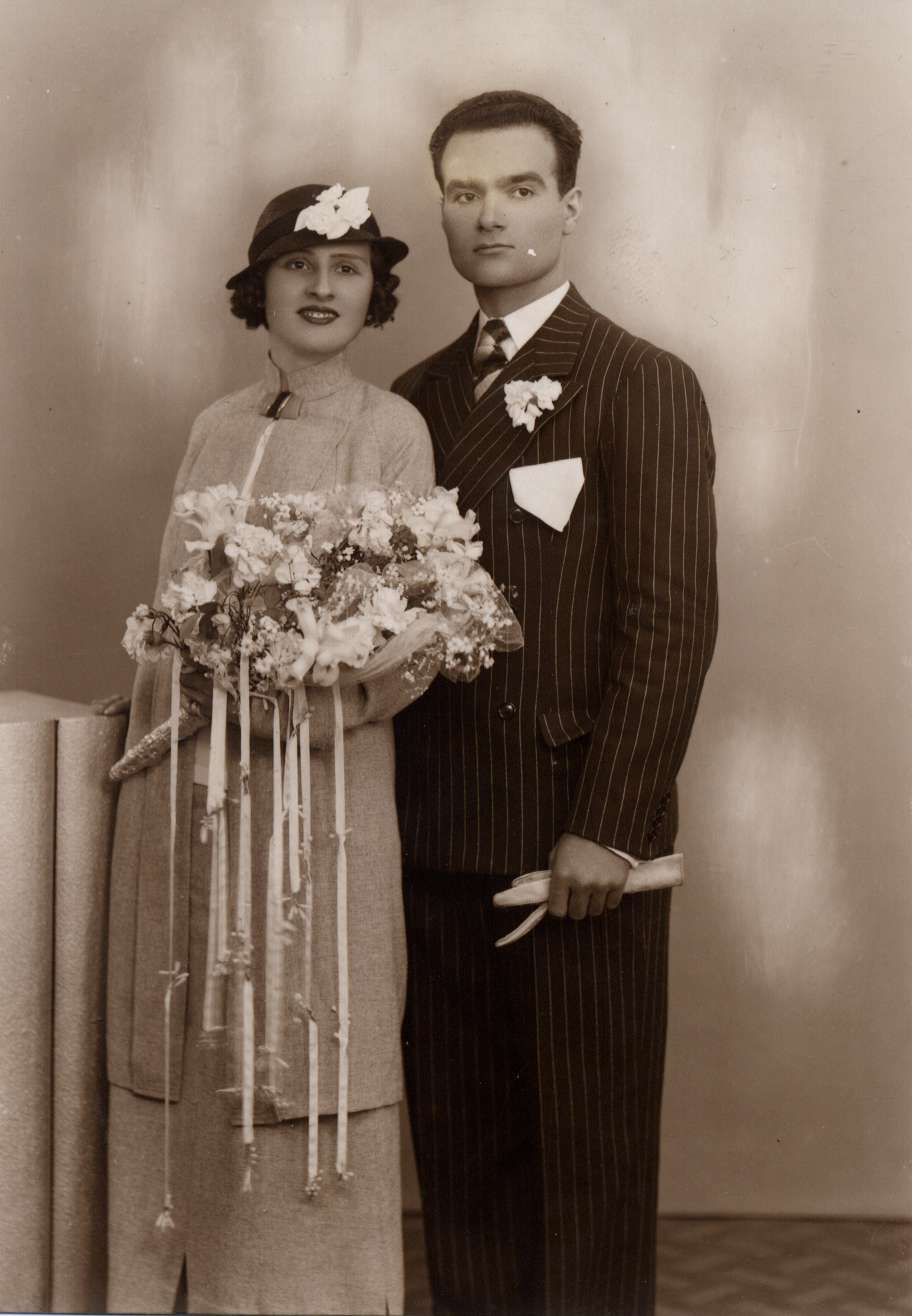
Foto di sposi del primo Novecento (1935) Barcellona.

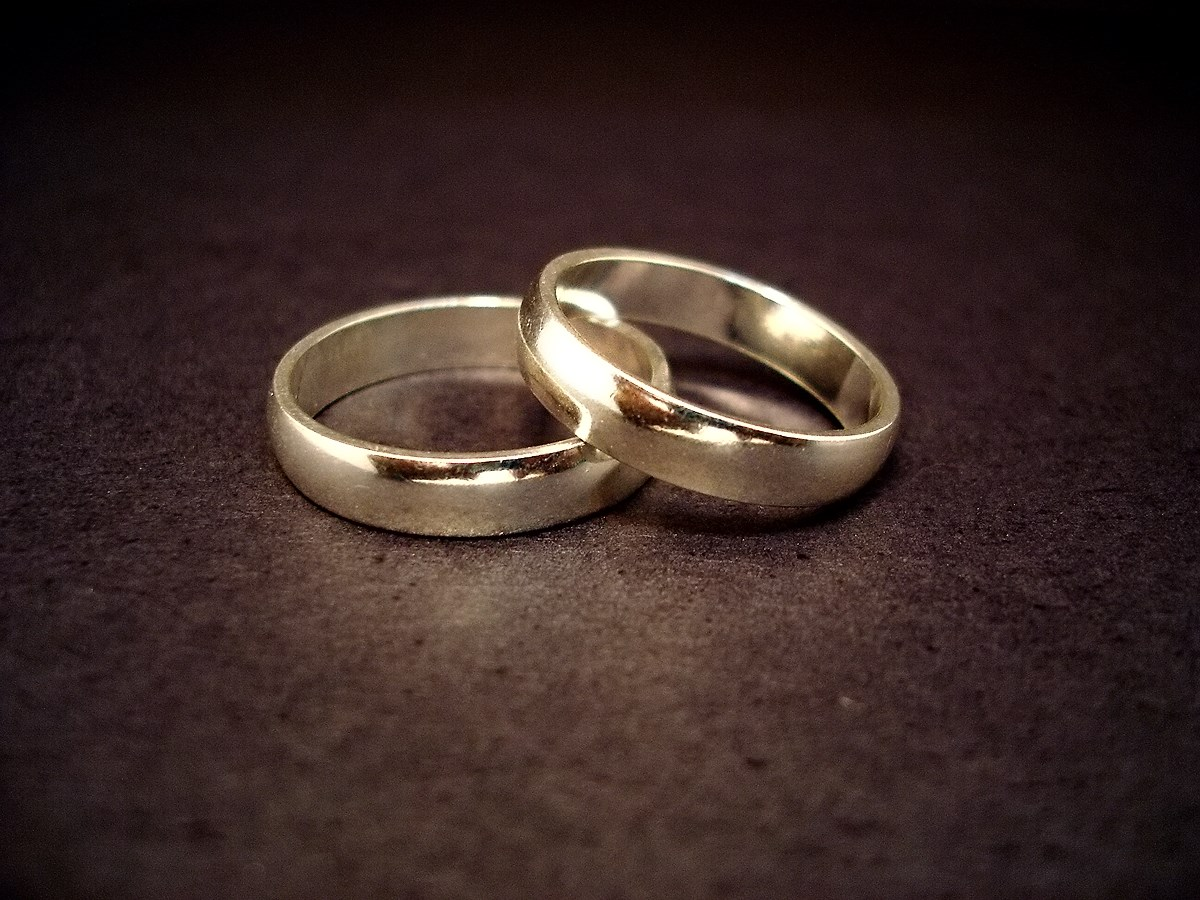
Una coppia di anelli nuziali.

Il matrimonio è un'unione riconosciuta culturalmente e spesso legalmente tra due individui chiamati coniugi, a fini civili, religiosi o a entrambi i fini e che di norma viene celebrato attraverso una cerimonia pubblica detta nozze, comportando diritti e obblighi fra gli sposi e nei confronti dell'eventuale prole.
Storicamente, l'istituto del matrimonio risalirebbe al Neolitico, cioè al passaggio storico in cui gli umani hanno compreso il nesso causale fra l'atto sessuale e la procreazione. In effetti, alcune società, come i Naxi in Cina, hanno conservato fino agli anni 1990 la credenza che sia la donna da sola a generare figli e non hanno matrimonio, cioè nessun giovane lascia la famiglia di origine: pertanto non esiste nemmeno la figura del padre.
Dunque, l'istituzione del matrimonio avrebbe seguito lo sviluppo dell'agricoltura, nata nella Mezzaluna fertile. In effetti, la prima attestazione scritta di una cerimonia di nozze risale al 2350 avanti Cristo in Mesopotamia
Secondo gli antropologi, prima della nascita del matrimonio, l'organizzazione dei gruppi umani era più libera e consisteva di gruppi che potevano arrivare anche a 30 persone che si frequentavano con una certa promiscuità.
Le maggiori religioni monoteistiche hanno valorizzato la celebrazione matrimoniale come un atto e una promessa pronunciata davanti a Dio e davanti alla comunità dei fedeli.
In Italia, l'unione tra persone dello stesso sesso non è regolamentata tramite il matrimonio, ma tramite l'unione civile, che non è un matrimonio, bensì una «specifica formazione sociale» composta da persone dello stesso sesso, ma che permette tuttavia un livello di tutela e diritto reciproco molto simile al matrimonio. La nozione di coppia di fatto o convivenza di fatto si riferisce a coppie eterosessuali o omosessuali, e comporta una tutela molto più blanda, che può essere rafforzata da modelli di contratto di convivenza civile rafforzati e redatti da figure giuridiche.

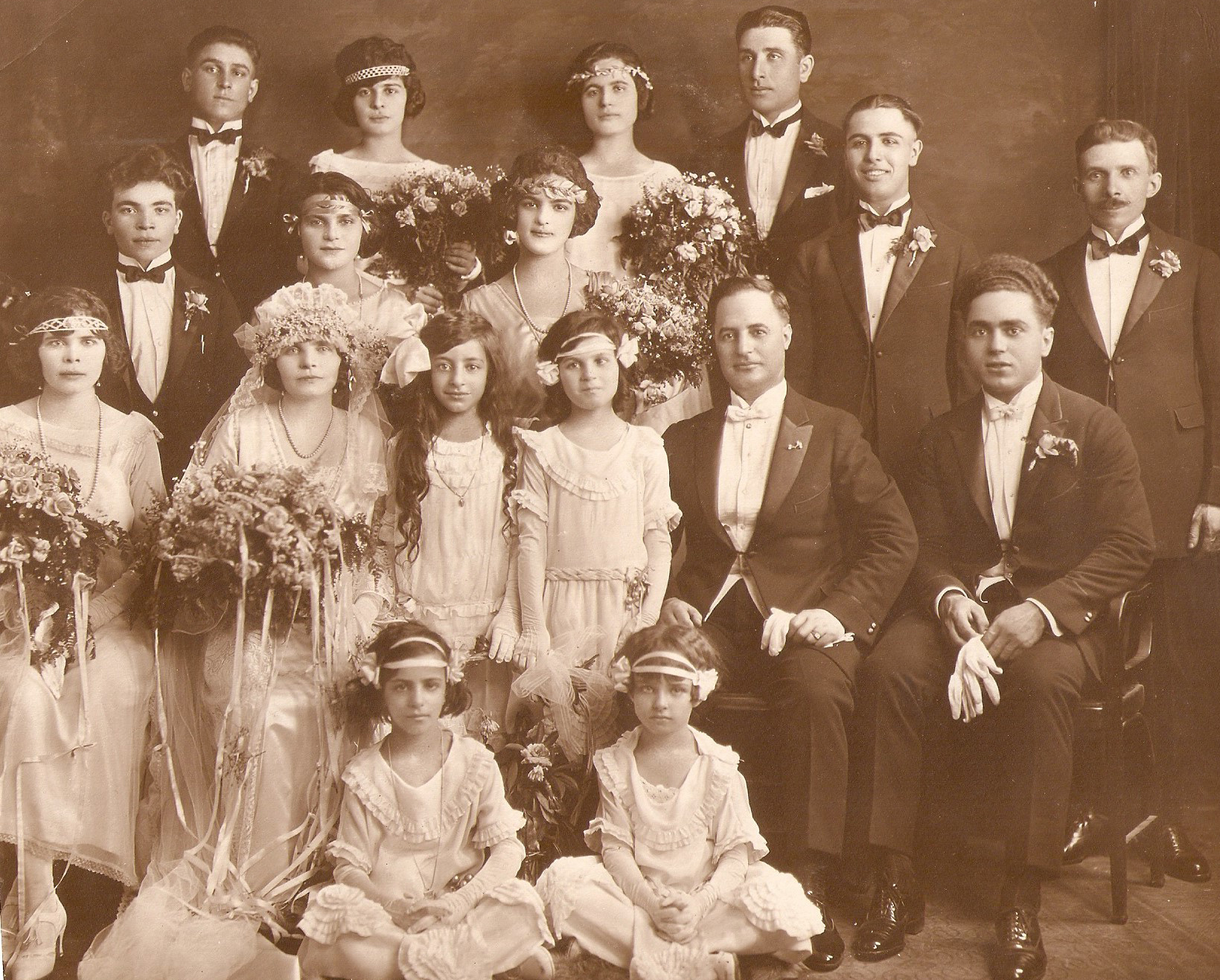
Matrimonio a New York, 1920 circa

## Definizione
La definizione del matrimonio è strettamente connessa alla cultura cui si riferisce e varia, pertanto, in ragione del periodo storico e delle località. In molti casi esso passa per la legittimazione giuridica, sociale o religiosa di una relazione fra due persone che potrebbero anche già aver contratto di fatto questo genere di legame. Le motivazioni personali che possono portare alla scelta dell'ufficializzazione formale di una relazione sono di vario genere e solitamente non sono uniche: motivazioni sentimentali o sessuali che necessitano di un'approvazione sociale o religiosa, motivazioni economiche, patrimoniali o politiche che invece richiedono una legittimazione giuridica eccetera.

## Etimologia
Il termine deriva dal latino matrimonium, unione di due parole latine, mater ("madre", "genitrice") e munus ("compito", "dovere", "dono"); il matrimonium era, nel diritto romano, un "compito della madre", intendendosi il matrimonio come un legame che rendeva legittimi i figli nati dall'unione. Analogamente, la parola patrimonium indicava il "compito del padre" di provvedere al sostentamento della famiglia.
In ogni caso, l'utilizzo del termine con riferimento all'unione nuziale si sviluppò con il diritto romano, nel quale si diede riconoscimento e corpo al complesso delle situazioni socio-patrimoniali legate al matrimonium.

## Storia del matrimonio in Europa

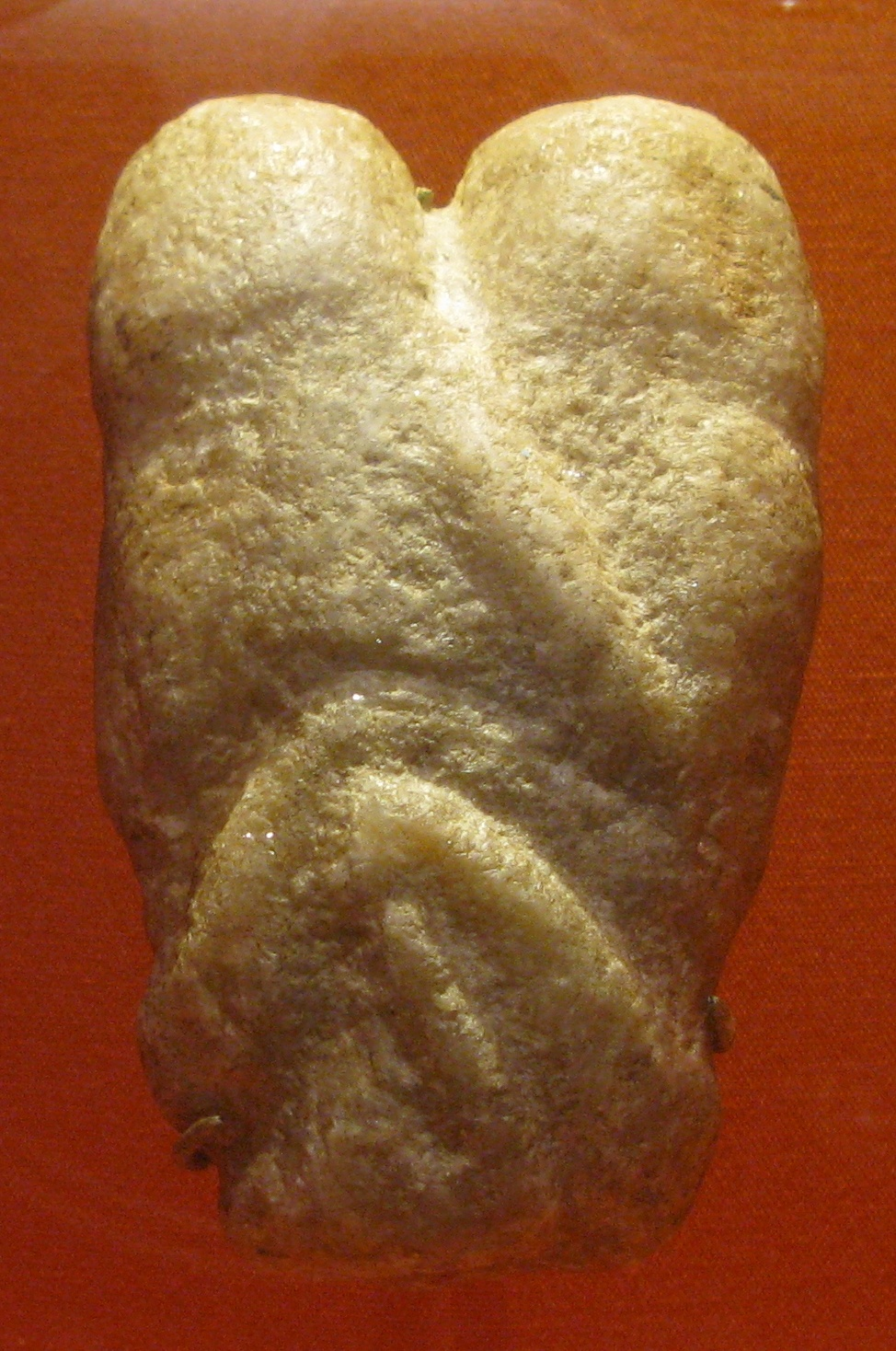
Gli amanti di Ain Sakhri (Betlemme), ritrovamento del Neolitico è considerato la più antica rappresentazione conosciuta di due persone impegnate in un rapporto sessuale

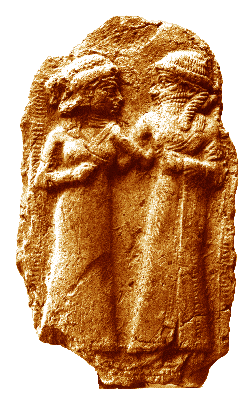
Matrimonio degli dèi Inanna e Dumuzi, scultura sumerica

Secondo gli antropologi, il Neolitico è stato il momento in cui gli umani hanno smesso di procacciarsi da vivere raccogliendo frutta e cacciando animali, e hanno iniziato a seminare e coltivare piante.
Si presume che questo passaggio culturale sia il momento in cui gli umani si sono resi conto che esisteva un collegamento causale fra il rapporto sessuale e la gravidanza della donna. Dunque, l'istituzione del matrimonio avrebbe seguito lo sviluppo dell'agricoltura, nata nella Mezzaluna fertile. In effetti, la prima attestazione scritta di una cerimonia di nozze risale al 2350 avanti Cristo in Mesopotamia
Secondo gli antropologi, prima della nascita del matrimonio, l'organizzazione dei gruppi umani era più libera e consisteva di gruppi che potevano arrivare anche a 30 persone, che si frequentavano con una certa promiscuità.
Ci sarebbe stato un passaggio da una cultura con caratteristiche matriarcali a una cultura patriarcale. Per esempio, l'archeologia ha messo in evidenza come le prime sculture del corpo umano nel Paleolitico ritraessero solo il corpo femminile, mentre il corpo maschile inizia a essere ritratto solo nel Neolitico.
Il Neolitico è quindi l'epoca in cui si afferma sia l'agricoltura che la figura del padre. Gli antropologi collegano il patriarcato alla richiesta dell'uomo di avere il controllo sulla propria discendenza, così come fa un agricoltore con la terra che possiede e che ha coltivato. Il linguista francese André Martinet riassume la questione in questi termini:
I Naxi in Cina hanno mantenuto fino a tempi recenti una società senza matrimonio, quindi senza mariti e senza padri, e dove la figura maschile di riferimento per i figli è lo zio materno. Altrove, il matrimonio ha introdotto la figura del marito e del padre:
L'istituto del matrimonio nascerebbe insieme con l'agricoltura e quindi con un'idea di proprietà. In effetti, non sembra un caso che la cerimonia nuziale romana più tradizionale, la "coemptio", sia una forma di "vendita fittizia" della sposa. L'etimologia di coemptio deriva da cum, "con" ed emptio, "acquisto, compera" (che a sua volta deriva dal verbo emo, che significa "acquistare"), quindi la parola significa letteralmente "con vendita". Questo ha portato gli studiosi a ritenere che la coemptio fosse, originariamente, una forma di compravendita della moglie. Le tradizioni ebraica antica, greca, latina e germanica, dove la famiglia del marito regala dei beni alla famiglia della moglie, fanno parte di un rituale chiamato prezzo della sposa.
Ogni parte di un matrimonio, dal fidanzamento alla luna di miele, ha una storia ricca di radici culturali e credenze religiose. Molte delle tradizioni popolari riguardo alla cerimonia e al ricevimento nuziale possono essere ricondotte ad antiche usanze egiziane ed europee. Queste sono spesso basate sul simbolismo, la superstizione, il folklore e la religione.

### Il matrimonio nella Grecia antica

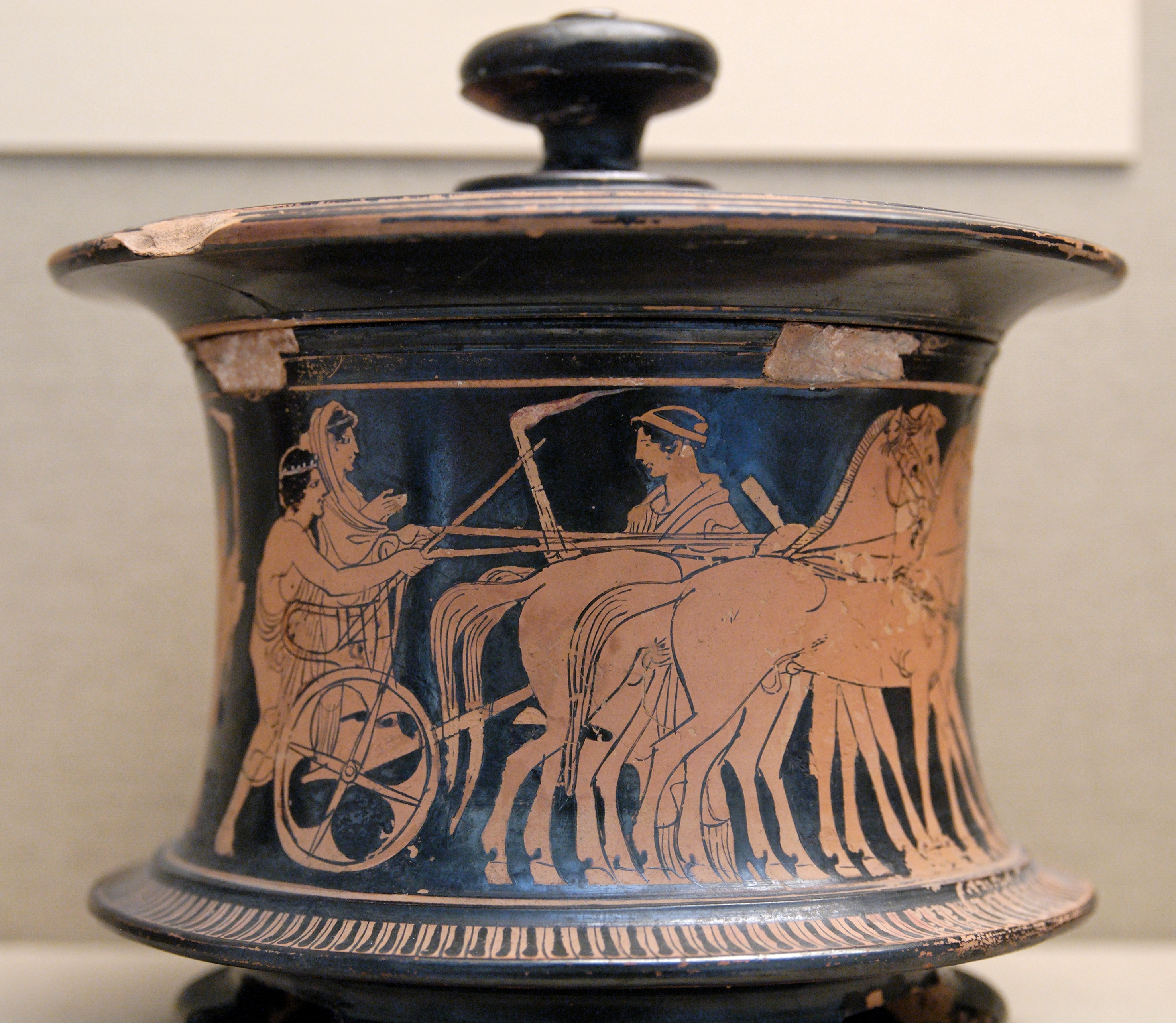
Corteo nuziale, vaso attico del 440-430 avanti Cristo

Nella Grecia antica, il matrimonio avveniva solo dopo l'istituzione fra il padre della sposa (o colui che ne aveva la potestà) e lo sposo di un contratto (εγγυησις), con il quale la sposa veniva promessa al suo futuro marito. Tuttavia tale contratto non stabiliva di per sé la convalida del matrimonio, poiché esso era considerato valido solo se, a seguito della consegna della promessa sposa al futuro sposo, i due davano inizio alla convivenza; qualora ciò non avvenisse, il matrimonio non sussisteva. Viceversa, se una coppia intraprendeva la convivenza senza aver prima istituito l'εγγυησις, l'unione era considerata illegittima.
La continuata coabitazione dei coniugi era, nell'antica Grecia, l'elemento essenziale per stabilire la sussistenza di un matrimonio; qualora infatti la convivenza fra gli sposi fosse interrotta, il matrimonio stesso era considerato sciolto. In tre casi la convivenza poteva essere interrotta:
1. Se la moglie abbandonava il marito e non aveva più intenzione di tornare a vivere con lui.[12]
2. Se il marito rimandava la propria moglie a casa sua, dai propri genitori.[12]
3. Se il padre della moglie, o chi ne avesse l'autorità, avesse imposto alla figlia di separarsi dal proprio marito (tale interferenza era permessa solo secondo certi termini di legge).[12]

Nei poemi omerici con il termine hédna/ heédna sono indicati i “doni nuziali” che lo sposo fa al suocero, che consistono soprattutto in capi di bestiame. Questa donazione è da considerarsi una forma di prezzo della sposa
In Grecia, l'uso di festeggiare fastosamente le nozze, oltre a essere una tradizione, era anche essenziale per attestare il consenso paterno al matrimonio della propria figlia, poiché lasciava presupporre che, prima dell'unione, vi era stato l'εγγυησις. Infatti, né ad Atene né nelle altre città greche vi erano uffici di stato civili che potessero certificare l'avvenuta istituzione dell'εγγυησις. In virtù di questa ragione, nel caso in cui il matrimonio non fosse stato sufficientemente reso noto, sarebbe potuto accadere che qualcuno ne mettesse in dubbio la legittimità.
Per Esiodo, il giorno più propizio per sposarsi era il quarto del mese; il mese in cui venivano celebrati la maggior parte dei matrimoni era gennaio, tant'è che ad Atene esso era chiamato mese delle nozze.
Fra i rituali matrimoniali largamente in uso, seppure non propriamente obbligatori per la validità del matrimonio, c'erano: l'usanza dei padri di ciascun coniuge di notificare il matrimonio alla propria fratria; un bagno purificatore, fatto da entrambi gli sposi, in una fonte sacra (il Calliroe ad Atene, l'Ismeno a Tebe); il padre della sposa compiva dei sacrifici propiziatori alle due divinità maggiori, mentre la sposa bruciava la bile dell'animale sacrificato (ciò indicava la necessità di un matrimonio privo d'ira);
Il giorno delle nozze si teneva un banchetto sia a casa dello sposo che a casa della sposa; successivamente, avveniva l'incontro fra gli sposi nella casa di lei. La sera, il marito conduceva a casa propria la sposa, mentre si formava un corteo condotto da un carro nuziale, trainato da muli e buoi; sul carro sedevano la sposa, affiancata dallo sposo e dal parente più stretto. Qualora però per lo sposo il matrimonio non fosse stato il primo, sedeva accanto alla sposa un suo rappresentante. Una volta arrivati a casa, la madre della sposa accompagnava la figlia nella camera da letto, dove poi la lasciava con il proprio marito.

### Il matrimonio nella Roma antica
Il matrimonio nel diritto romano era essenzialmente una situazione di fatto da cui l'ordinamento faceva discendere gli effetti civili. La forma non era disciplinata. I suoi presupposti erano la convivenza dell'uomo e della donna e la capacità di agire degli sposi (conubium), che non tutti avevano, differentemente dal diritto moderno. Nel diritto romano arcaico vi erano tre forme tradizionali:
- La coemptio, la forma nettamente più diffusa, nella quale il padre plebeo metteva in atto una vendita fittizia della figlia, così emancipandola, al marito. Era una cerimonia di tipo civile, adattamento di un contratto di compravendita, la mancipatio, in cui si sostituiva all'acquisto della proprietà su beni materiali, l'acquisto dell'autorità maritale sulla donna.
- La confarreatio, forma minoritaria, scelta dai patrizi e da chi aspirava a cariche religiose, nella quale gli sposi facevano offerta di una torta di farro a Giove Capitolino, alla presenza del sommo pontefice e di chi officiava il rito, il Flamen dialis. Era un matrimonio di tipo religioso.
- L'usus: la coabitazione ininterrotta di un anno di un plebeo con una donna appartenente alla classe sociale dei patrizi e questo tipo di matrimonio era considerato di tipo legale e civile.

In epoca repubblicana, quando l'istituto mostrava segni di crisi, queste formalità andarono regredendo fino a scomparire in età imperiale. Dapprima scomparve l'usus, abolito definitivamente probabilmente da Augusto, poi la coemptio, scomparsa già nel I secolo a.C. e infine la confarreatio, cerimonia scomparsa anche tra i patrizi nel I sec. d.C.
A queste forme tradizionali si sostituì una forma più rituale, ma diffusa a tutti gli strati sociali, che era preceduta da un periodo più o meno lungo di fidanzamento, nella quale il fidanzato regalava un anello alla fidanzata e i promessi sposi si regalavano dei doni.
La funzione era preceduta da un complesso rituale di vestizione della sposa, alla cui conclusione riceveva a casa sua lo sposo, i suoi familiari, i numerosi testimoni (fino a dieci). L'aruspice procedeva al sacrificio di un animale (maiale, pecora o bue) e all'esame delle viscere, per verificare il favore degli dei. Quindi in silenzio gli sposi pronunciavano la formula Ubi tu Gaius, ego Gaia. Seguivano i festeggiamenti. Al loro termine la sposa veniva condotta da tre sue amiche a casa dello sposo, preceduta da un corteo condotto da tre amici dello sposo.
Il diritto romano obbligava alla monogamia, mentre ammetteva la prostituzione, il concubinato, il sesso extraconiugale, il sesso omosessuale e il sesso con gli schiavi e l'incesto .  All'origine il matrimonio non era basato su alcun rito, era sufficiente la convivenza cum affectionis a sancire legalmente l'unione.
Fu con gli ordinamenti dell'antica Roma che, almeno fra le culture mediterranee, ebbe diffusione un criterio distintivo della famiglia "legalizzata" dal rito pubblico, originandosi una sperequazione, non disgiunta da una qualche riprovazione sociale, nei confronti dei "figli naturali" e di quelle che con espressione dei nostri giorni si potrebbero chiamare "unioni di fatto". Con il diritto romano la coppia di coniugi veniva distinta, attraverso il rito di pubblica valenza, come una famiglia, centro di imputazione di una raggiera di diritti e di obblighi, tanto fra i coniugi che fra questi e il mondo esterno, la posizione dei figli situandosi in dipendenza di quella dei legittimi genitori. L'individuazione a fini sociali della famiglia rifletteva tanto l'esigenza di ordinare la materia, quanto il retaggio delle molte variegate formule già in uso presso culture o religioni precedenti l'era romana.
La formula matrimoniale latina, nella sua estrema concisione, "Ubi tu Gaius, ibi ego Gaia", sintetizza la condizione della donna che la pronunziava e che con questa dichiarazione si sottometteva alla potestas del marito, contestualmente lasciando quella del pater familias, venendone ascritta al complesso dei beni disponibili.
È ben nota la definizione del giurista romano Modestino, secondo cui nuptiae sunt coniunctio maris et feminae et consortium omnis vitae, divini et humani iuris communicatio ("le nozze sono l'unione tra uomo e donna implicante un consorzio di tutta la vita, retta dal diritto divino e umano").
Il matrimonio romano era organizzato dai padri dei futuri sposi, che facevano conoscenza solo al momento del loro fidanzamento (in occasione del quale il giovane promesso sposo offriva del pane). Il matrimonio faceva parte dei doveri del cittadino romano. La data della cerimonia e il suo svolgimento erano soggetti ai presagi degli auguri, come lo erano tutte le azioni della vita di un Romano.
La sposa era vestita di bianco, coperta dal velarium flammeum, velo di colore arancio, e incoronata di una corona di fiori. Le justae nuptiae (giuste nozze) erano tuttavia riservate ai soli cittadini romani; era questo l'unico matrimonio riconosciuto dal diritto. In tutti gli altri casi, (un cittadino e una non-cittadina, o una schiava) il matrimonio non era riconosciuto, e i bambini nati da tali unioni erano illegittimi. Gli sposi dipendevano allora dalla giurisdizione del loro paese d'origine.
Nel caso degli schiavi, il loro padrone poteva accordargli il contubernium, unione senza valore giuridico, così come poteva romperlo.

### Il matrimonio nel Cristianesimo
Il cristianesimo conservò gran parte delle usanze latine, eliminando tuttavia gli elementi che più richiamavano il paganesimo, come il sacrificio animale. All'aruspice si sostituì il sacerdote, quando questa figura emerse tra gli stessi cristiani. Restò l'essenzialità dello scambio del consenso. La cerimonia cristiana rimase per lungo tempo una semplice benedizione degli sposi.

### Il matrimonio nell'Alto Medioevo
Il modello "un uomo-una donna" per il matrimonio cristiano fu difeso da Sant'Agostino (354-439) con la sua lettera Il buono del matrimonio. Per scoraggiare la poligamia, egli scrisse "era permesso tra padri antichi: se è permesso anche ora, io non vorrei pronunciarmi frettolosamente. Perché non c'è ora necessità di generare figli, come c'era allora, quando, anche se le mogli portavano figli, era permesso, al fine di avere una posterità più numerosa, sposare altre mogli, cose che ora certamente non è legale" (capitolo 15, paragrafo 17). I sermoni dalle lettere di S. Agostino furono popolari e influenti. Nel 534 l'imperatore romano Giustiniano condannò il sesso al di fuori di quello dei confini matrimoniali tra uomo e donna. Il Codice Giustiniano fu la base della giurisprudenza europea per un millennio.
Il matrimonio divenne una cerimonia privata, che si svolgeva al domicilio della futura sposa, e dava luogo a dei ricongiungimenti familiari. Talvolta era impartita una benedizione, ma senza che essa avesse valore ufficiale. Il matrimonio era un mutuo contratto, scritto e firmato. Veniva sancito dalla reciproca promessa verbale della coppia che sarebbero stati sposati l'un l'altra; la presenza di un sacerdote o di altri testimoni non era richiesta se le circostanze la impedivano. Questa promessa era conosciuta come il "verbum".
In seguito, con il declino dell'Impero romano, l'abitudine di firmare uno scritto scomparve progressivamente, lasciando il posto a numerosi abusi: solo dei testimoni (della cerimonia, o della vita coniugale), ormai, potevano giustificare l'esistenza dell'unione.
Allo stesso modo, i matrimoni «segreti», i «ratti» (senza il consenso dei genitori della ragazza) e i divorzi divennero frequenti. Si conosce, ad esempio, il caso del rapimento di Matilde da parte di Guglielmo il Conquistatore, e le cinque spose e la mezza dozzina di concubine di Carlo Magno.
Nel Medioevo il matrimonio assunse una varietà di forme che spesso prescindevano dalle formalità ecclesiastiche. Nella sua tipicità c'erano tre elementi: la promessa di future nozze, lo scambio del consenso (diretto o su risposta del celebrante) e il trasferimento della moglie a casa del marito. Non era essenziale la presenza di un celebrante, che, ove presente, poteva essere un sacerdote o un notaio, ma lo scambio delle formule, che variavano dai luoghi. La promessa di nozze, le cui trattative erano riservate ai membri maschi delle famiglie, assumeva più importanza dello stesso consenso, perché cimentava l'alleanza tra le famiglie. Non era essenziale la presenza di testimoni. Più diffuso dello scambio dell'anello (suburratio anuli) era la dextrarum iunctio o tactus manuum, ossia l'unione o il tatto delle mani degli sposi.

### Il matrimonio nel Basso Medioevo
Solo a partire dal Concilio Lateranense IV del 1215 la Chiesa cattolica tentò di regolare con un istituto codificato il matrimonio, imponendo la presenza del celebrante. Nella stessa direzione si mosse il potere politico, che tuttavia, nel codificare l'istituto, prese a rendere necessaria la presenza di un notaio o di altro pubblico ufficiale. Veniva quindi a crearsi la dicotomia tra matrimonio religioso e matrimonio civile che conosciamo ora. Tuttavia, gli usi locali spesso conservavano tradizioni diverse.
Con il Concilio di Trento venne disciplinata dal diritto canonico, tramite l'emanazione del decreto Tametsi, mentre nei paesi protestanti cominciò a diffondersi l'esigenza di una celebrazione avente gli effetti civili, distinta dal matrimonio religioso.
Con il Concilio Lateranense IV del 1215, la Chiesa cattolica regolamentò ufficialmente il matrimonio per la prima volta:
- impose l'uso delle pubblicazioni (per evitare i matrimoni clandestini);
- fu solennemente proclamato che il matrimonio tra cristiani è un sacramento;
- per evitare i divorzi, il matrimonio fu legalmente reso indissolubile anche agli effetti civili, salvo per morte di uno dei due coniugi;
- fu richiesto il consenso libero e pubblico degli sposi, da dichiarare a viva voce in un luogo aperto (contro i ratti e le unioni combinate);
- fu imposta un'età minima per gli sposi (per evitare il matrimonio di bambini, e in particolare di ragazze molto giovani);
- fu regolamentato l'annullamento del matrimonio in caso di invalidità del sacramento: violenze sulla persona, rapimento, non consumazione, matrimonio clandestino ecc.

Tale Concilio fissò delle regole largamente riprese in seguito nel matrimonio civile, istituito in Francia nel 1791 durante la Rivoluzione.
Col decreto Pro Armenis (1439), il Concilio di Firenze affermò che il settimo Sacramento è il matrimonio, che esso è segno dell'unione di Cristo con la Chiesa e che, come Cristo è fedele e indivisibile dalla sua sposa, così il matrimonio è fondato sulla fedeltà e indissolubilità coniugale.
Il decreto De sacramento matrimonii del Concilio di Trento ricordò che il matrimonio è un'istituzione voluta da Dio come vincolo indissolubile tra due persone di sesso opposto.

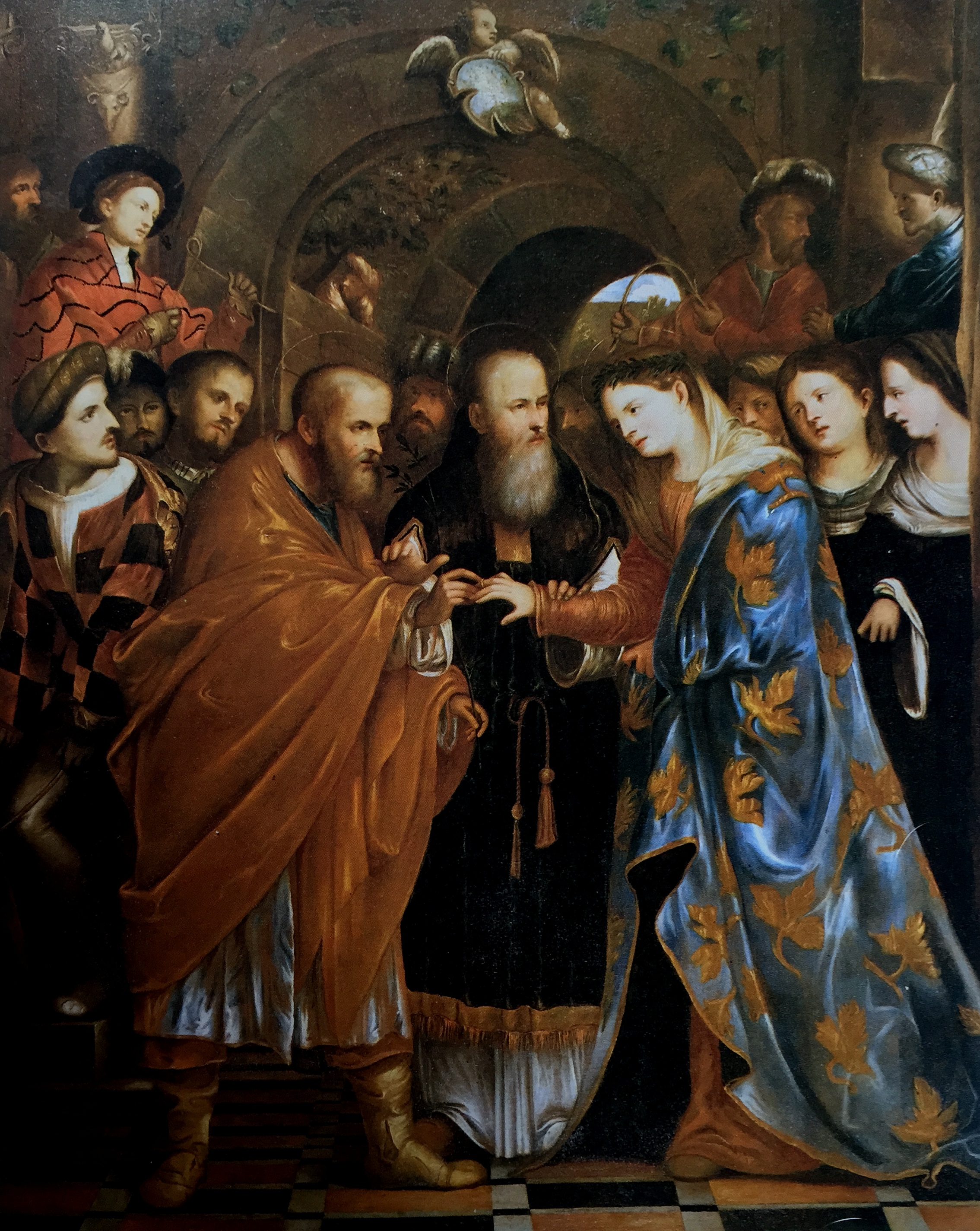
Matrimonio della Vergine Maria e di san Giuseppe, Romanino (1540-1545). Olio su tela dipinto per la Basilica di Santa Maria degli Angeli di Gardone Val Trompia (BS).

### Il matrimonio nell'era moderna
Con la Riforma protestante, negli Stati in cui il sovrano, secondo il principio del cuius regio eius religio, aveva scelto la confessione cristiana riformata, il compito della registrazione dei matrimoni e della loro regolamentazione passò allo Stato. Dal Seicento molti dei paesi europei protestanti videro una pesante presenza dello Stato nel matrimonio.
Negli Stati cattolici furono invece riconosciuti i pronunciamenti del Concilio di Trento, che rinforzò la regolamentazione del sacramento del matrimonio. In particolare, con il decreto Tametsi, la Chiesa cattolica pose quali condizioni ad liceitatem e ad validitatem, tra le altre,  la celebrazione davanti a un parroco e a dei testimoni, l'effettuazione delle pubblicazioni, l'obbligo per gli sposi di registrare la propria unione in un registro conservato nella parrocchia, il divieto di coabitazione al di fuori del matrimonio (per evitare il concubinato e i figli illegittimi).

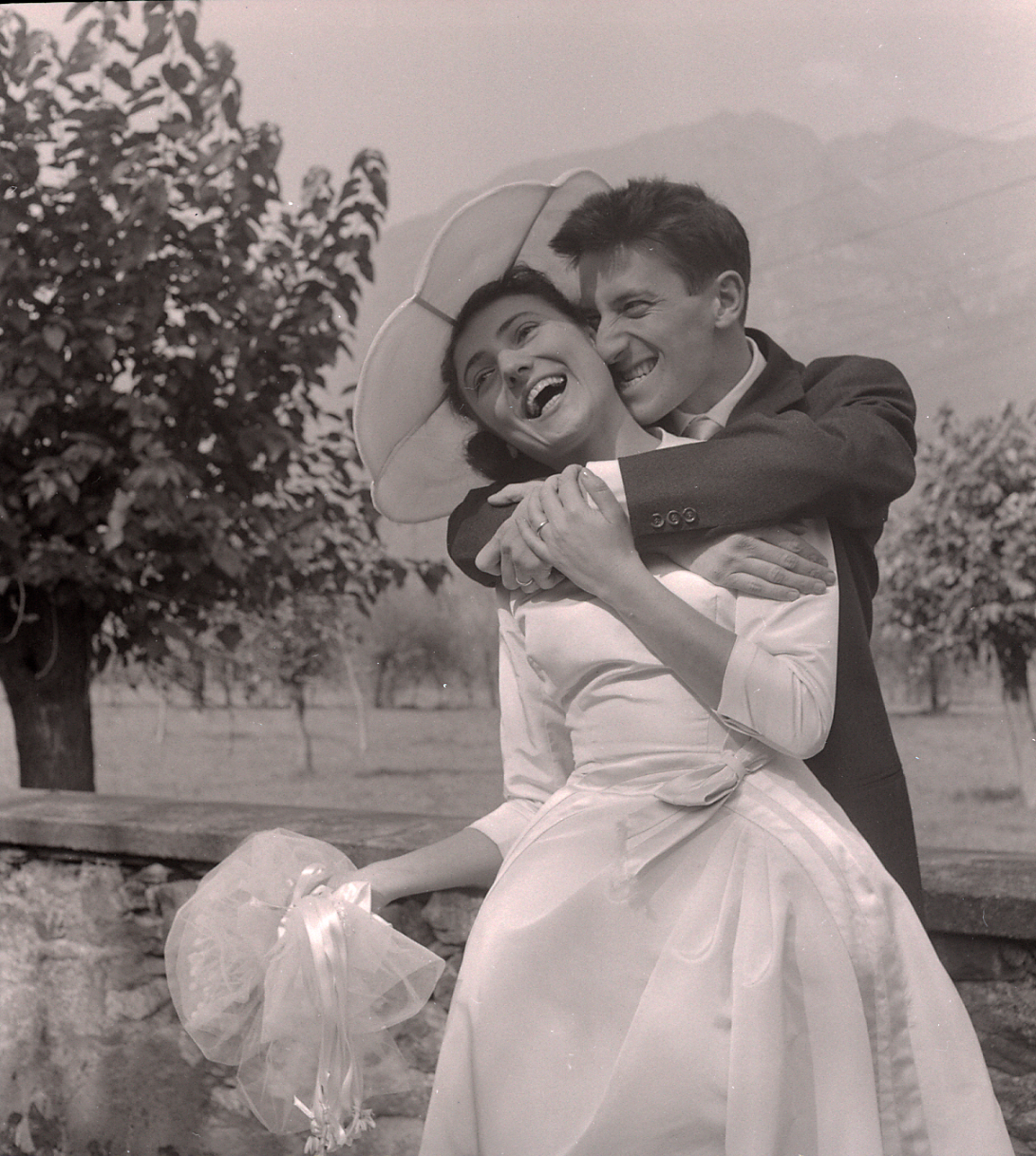
Un matrimonio in Italia nel 1960, foto di Paolo Monti

Fino all'epoca napoleonica lo Stato sostanzialmente recepiva la celebrazione di matrimonio e le sue vicende (come la dichiarazione della sua nullità) così come avvenivano davanti alle autorità religiose. Con il Codice napoleonico del 1804, poi esteso fuori dei confini della Francia, invece si stabilì che il matrimonio fosse valido solo se celebrato di fronte a un ufficiale di stato civile.
In Italia, con il codice civile del 1865, fu riconosciuto valore unicamente al matrimonio civile: chi sceglieva anche il rito religioso lo celebrava precedentemente o successivamente a quello civile. A seguito dei Patti lateranensi del 1929, fu affiancato al matrimonio civile il matrimonio concordatario. A partire dal 1984 sono stati riconosciuti gli effetti civili dei matrimoni concordatari celebrati con i riti di confessioni religiose diverse da quella cattolica, i cui rappresentanti abbiano siglato apposite intese con lo Stato.

### Il matrimonio nell'era contemporanea
In Europa erano di solito gli uffici ecclesiastici a rendere ufficiali i matrimoni con la loro registrazione agli effetti civili. Avvenne perciò un passo significativo verso una chiara separazione tra Stato e Chiesa e un indebolimento del ruolo delle Chiese cristiane in Germania, quando il Cancelliere Otto von Bismarck introdusse lo Zivilehe (matrimonio civile) nel 1875. Questa legge rese la dichiarazione del matrimonio davanti a un ufficiale dell'amministrazione civile (affermando entrambi gli sposi la volontà di sposarsi) la procedura per rendere un matrimonio legalmente valido e ridusse il matrimonio religioso a una mera cerimonia privata.

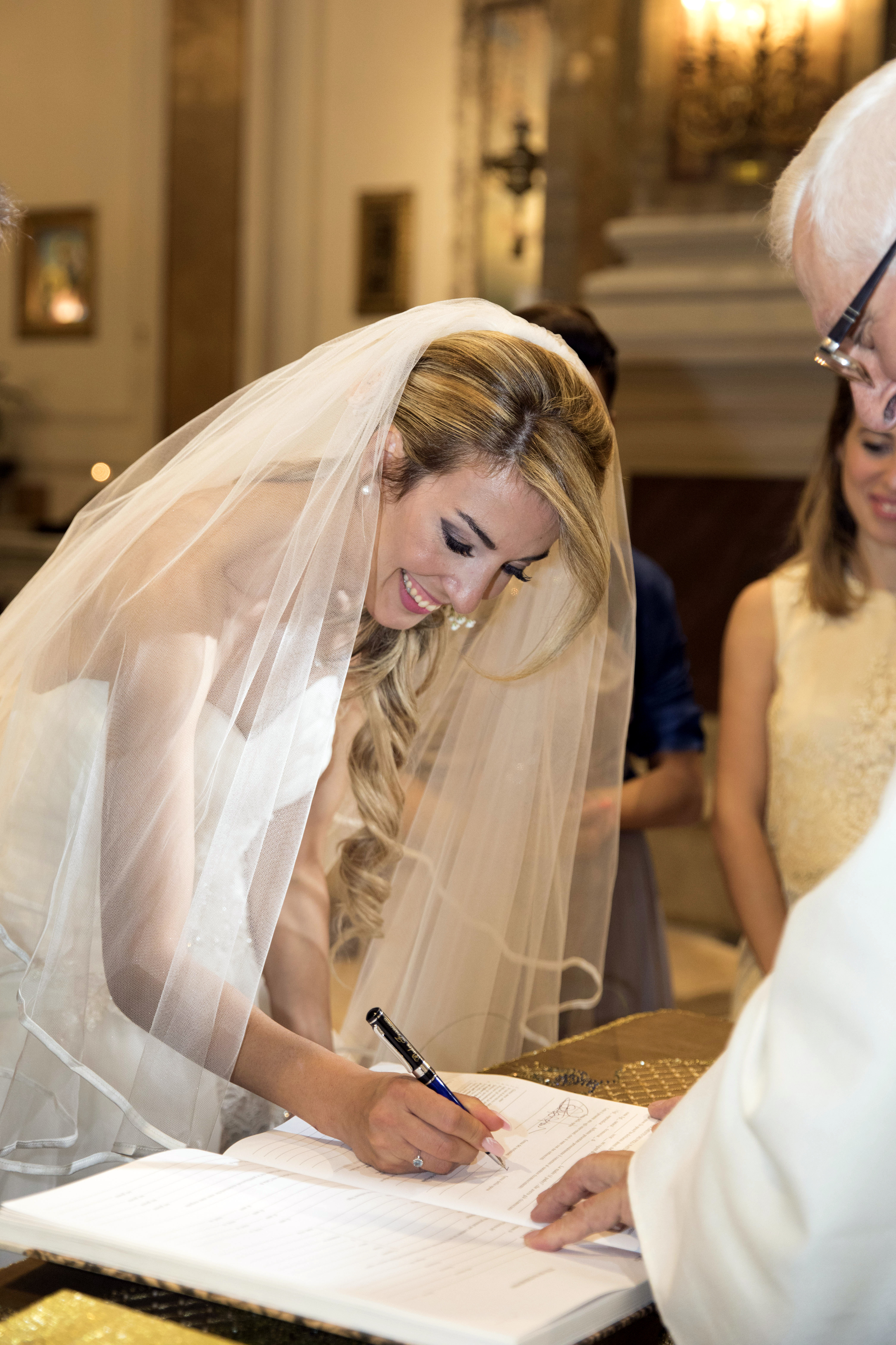
Momento della firma da parte di una sposa nel 2017.

Molte delle assunzioni della società riguardo alla natura e allo scopo del matrimonio e della famiglia sono cambiate e stanno ancora cambiando. A differenza di quanto avveniva in passato, il matrimonio non è più una tappa obbligata nella vita dell'individuo. L'istituto legale del divorzio permette di sciogliere il vincolo matrimoniale. I gruppi di sostegno dei diritti degli omosessuali, infine, appoggiano l'istituzione del matrimonio tra individui dello stesso sesso.
Dalla seconda guerra mondiale, l'Occidente ha visto forti crescite del numero di divorzi, del numero delle convivenze senza matrimonio, del numero di persone non sposate, del numero di bambini nati fuori dal matrimonio e pure una crescita nel numero di adulteri. È di fatto emerso un sistema che può essere chiamato di monogamia seriale.
Il matrimonio è evoluto da un patto a vita che può essere rotto solamente per colpa o morte, a un contratto che può essere rotto da ogni parte su richiesta.
Tra le altre variazioni avvenute nel matrimonio occidentale dalla prima guerra mondiale vi sono:

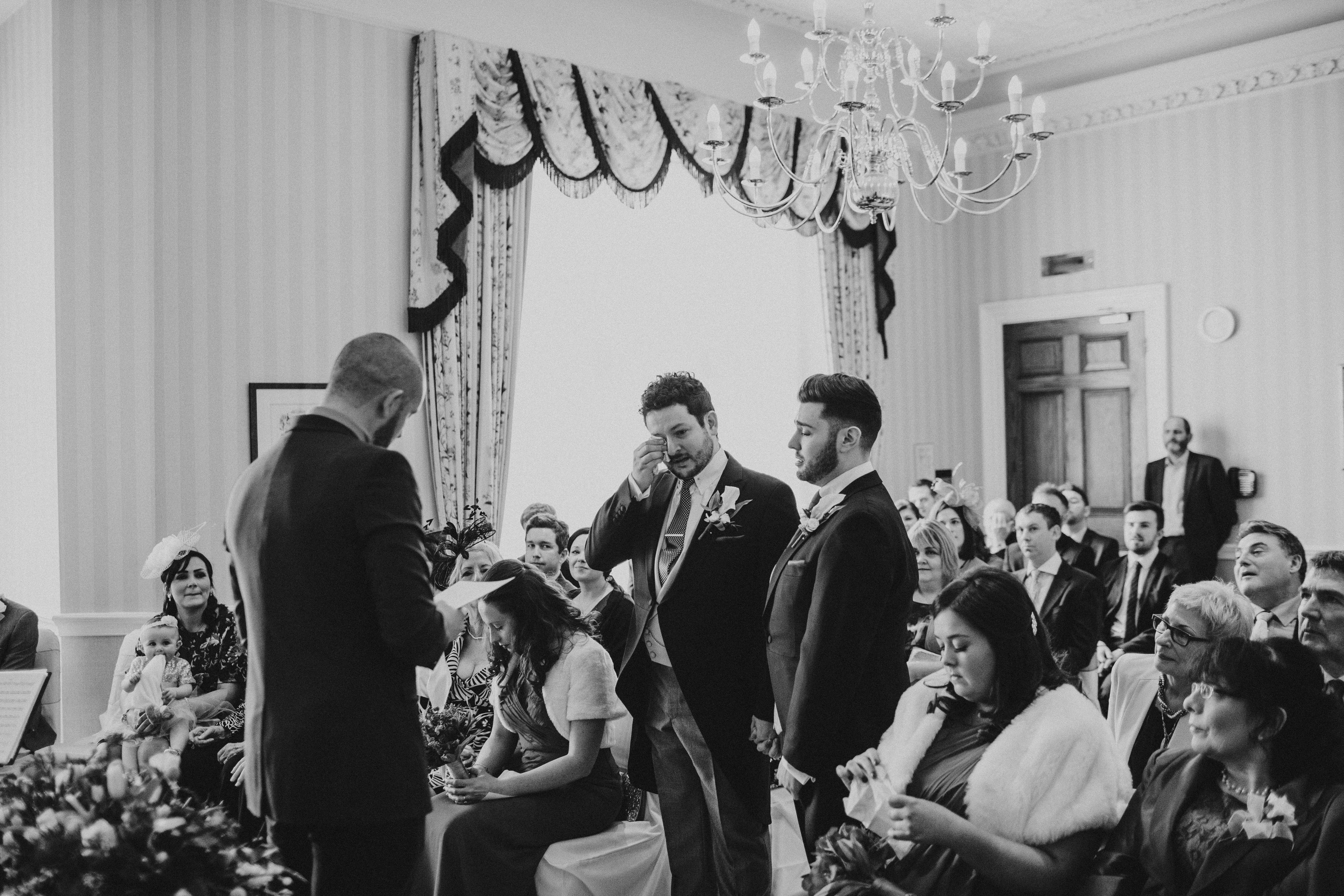
Celebrazione di un matrimonio fra due uomini nel Regno Unito nel 2015.

1. diversamente dal XIX secolo, la donna, non l'uomo, ottiene l'affidamento dei figli in oltre l'80% dei casi di divorzio[senza fonte];
2. entrambi i coniugi hanno il dovere formale di sostegno al coniuge (non più solo il marito)[senza fonte];
3. i figli nati fuori dal matrimonio hanno gli stessi diritti di sostegno dei figli nati all'interno del matrimonio[senza fonte];
4. nella maggior parte degli Stati lo stupro all'interno del matrimonio viene punito legalmente[senza fonte];
5. il marito non può più punire fisicamente la propria moglie[senza fonte];
6. le proprietà acquisite dopo il matrimonio non appartengono al solo titolare: queste proprietà sono considerate coniugali e devono essere condivise dai coniugi secondo la legge della comproprietà o un'equa distribuzione giudiziale. Questo punto può variare molto secondo gli ordinamenti giuridici; in Italia è possibile stabilire se il regime economico del matrimonio debba essere la comunione dei beni, e allora vale quanto detto nel primo periodo, o la separazione dei beni[senza fonte].

In Europa e negli USA nel XXI secolo i soli matrimoni legalmente sanciti sono quelli monogamici (sebbene alcune sacche di società sanciscano socialmente la poligamia, seppure non legalmente) e il divorzio (la cessazione del matrimonio) è relativamente semplice e socialmente sancito.
Nell'Occidente, la visione prevalente verso il matrimonio oggi è che sia basato sull'attaccamento emotivo fra i partner e intrapreso volontariamente, mentre sono banditi i matrimoni combinati.
Un fenomeno economico fiorente è fare ricorso a agenzie matrimoniali per trovare la persona da sposare.

## Il matrimonio e la famiglia
Il concetto di matrimonio è legato a quello di famiglia: i due coniugi formano un nucleo familiare che spesso in seguito si espande con i figli.
Si parla di famiglia nucleare per intendere la comunità in cui vivono i due sposi con i loro figli. La famiglia estesa include i parenti prossimi dei due sposi.
Il matrimonio è stato tradizionalmente un prerequisito per creare una famiglia che solitamente, in quanto produttiva della prole, costituisce il mattone costitutivo e "costruttivo" di una comunità o società.

### Diritti e doveri
Il matrimonio conferisce diritti e doveri, le proprietà, i legami di parentela, l'appartenenza tribale, le relazioni con la società, l'eredità, la cura dei figli e anche in relazioni più private quali il comportamento sessuale, l'intimità e l'amore.
Il matrimonio in alcune culture e secondo alcuni ordinamenti legislativi: stabilisce il padre legale del figlio di una donna; stabilisce la madre legale di un uomo; attribuisce al marito o alla sua famiglia il controllo della sessualità, del lavoro o della proprietà della moglie, o viceversa; stabilisce proprietà comuni a favore dei figli; stabilisce una relazione tra le famiglie del marito e della moglie. Nessuna società prevede contemporaneamente tutte queste caratteristiche, né vi è una caratteristica che abbia carattere universale.

### Regolazione dei rapporti sessuali
Nel mondo ebraico, musulmano o cristiano cattolico, ma anche in altre società con diverse matrici culturali e religiose, il matrimonio è per tradizione un prerequisito per i rapporti sessuali, finalizzati comunque alla legittimazione di una prole in grado di ereditare il patrimonio familiare: si suppone che prima e al di fuori del matrimonio le persone non debbano avere pratiche sessuali.

#### Verginità
Il sesso prima e fuori del matrimonio è definito "fornicazione" e nelle culture tradizionali è socialmente scoraggiata o criminalizzata. In particolare ci si aspetta dai futuri sposi, ma in special modo la donna, che arrivino vergini al matrimonio, infatti ci sono molte tradizioni collegate a questa aspettativa.

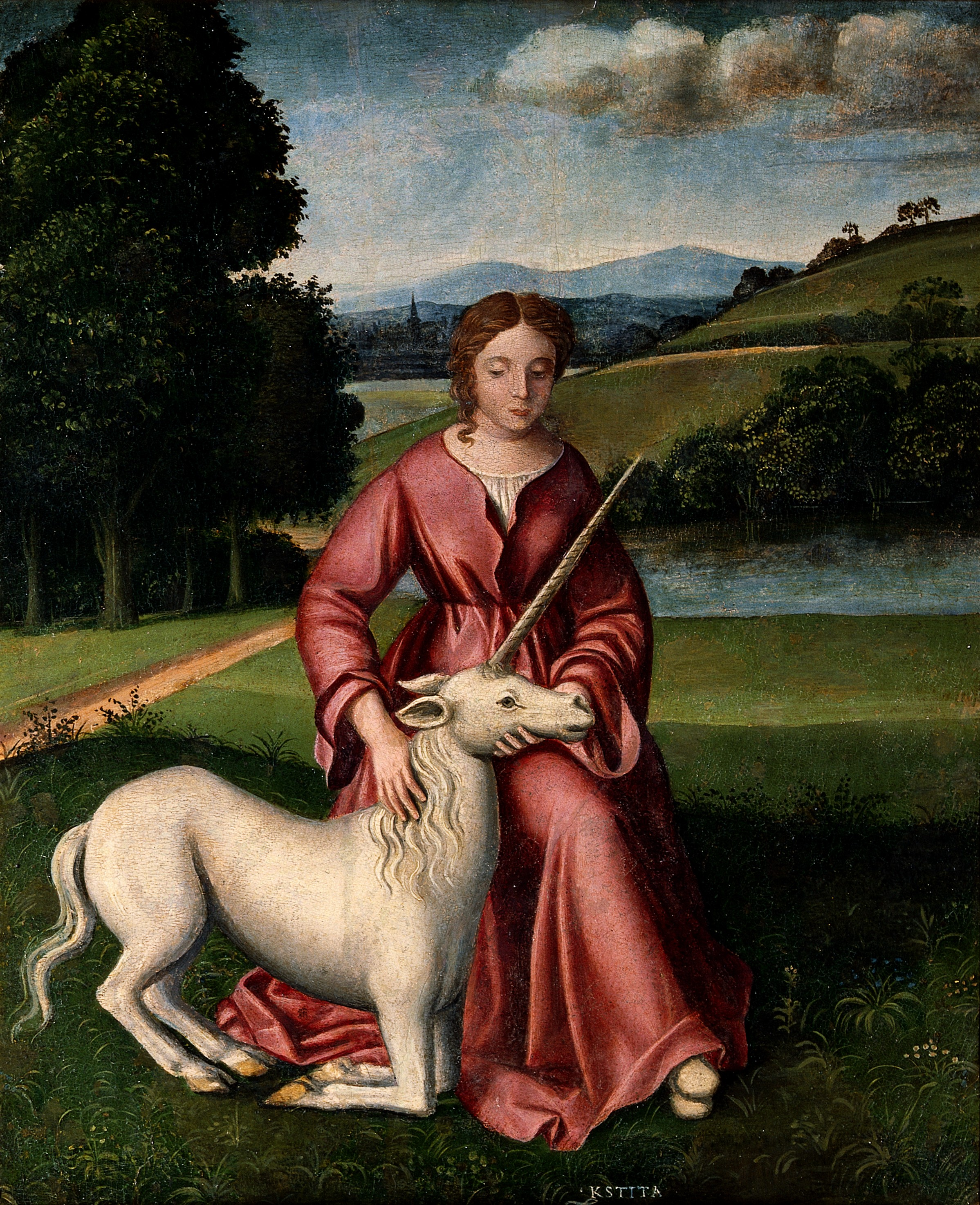
Vergine con unicorno. Nella cultura cristiana, l'unicorno simboleggiava la castità, la purezza e la verginità

Una tradizione longobarda, che è continuata nel bresciano fino al XIII secolo e nei paesi di lingua tedesca almeno fino al XIX secolo, è quella del morgengabio, o "morgengabe", cioè "il dono del mattino" che il marito faceva alla moglie il giorno dopo la prima notte di nozze, dono che sanciva l'unione; l'espressione latina "praetium virginitatis" stava a significare che il dono veniva concepito anche come una forma di "risarcimento" alla donna della verginità perduta.
Una vecchia tradizione in Europa, che sopravvisse nel ventesimo secolo nelle zone rurali del Meridione, richiedeva che la verginità della sposa fosse provata esponendo le lenzuola del letto matrimoniale (sporche di sangue) dopo la prima notte di nozze.
Tradizionalmente, la donna che avesse perso la verginità prima del matrimonio avrebbe perso il suo onore, che avrebbe potuto recuperare esclusivamente con un matrimonio riparatore, cioè sposando l'uomo che aveva avuto il primo rapporto sessuale con lei. Questo principio contemplava anche il rapporto sessuale non consenziente, quindi anche lo stupro. Per esempio, una sentenza del tribunale di Siena del 1981 accordò un indennizzo di 90 milioni di lire a una ragazza di 16 anni stuprata da nove giovani della "Siena bene":  come spiega l'avvocata Tina Lagostena Bassi in un'intervista con Enzo Biagi nel 1983, la motivazione di questo indennizzo fu che la ragazza, avendo perso il suo onore, non avrebbe più potuto sposarsi e quindi le andava garantita la possibilità di costruirsi una posizione senza passare per il matrimonio.
L'aspettativa sociale circa la verginità della sposa è stata rimessa in questione dal femminismo in Occidente, ma rimane forte in altri contesti. 
Le mutilazioni genitali femminili diffuse in Africa sono da inquadrare nella richiesta di verginità fatta alla donna.
È attuale approssimativa convinzione che l'abito nuziale bianco della sposa stia a indicare la condizione di verginità: secondo tale convinzione, le donne vedove o divorziate che si risposano normalmente non dovrebbero avere l'abito bianco, in quanto si presuppone che non siano più vergini. In realtà l'uso dell'abito bianco risale alle nozze della Regina Vittoria d'Inghilterra avvenute nel 1840: la regina inglese scelse l'abito bianco e data la sua popolarità,  ebbe un impatto enorme sulla moda degli abiti da sposa.

#### Adulterio
Nella maggior parte degli Stati occidentali da tempi relativamente recenti una buona parte della popolazione considera comportamenti socialmente accettabili la pratica del sesso, la convivenza e la costituzione di una famiglia senza la necessità di contrarre matrimonio. Viceversa, l'adulterio, ossia la pratica del sesso con una persona diversa dal proprio coniuge, è nella maggior parte delle società meno accettabile e rimane pertanto un comportamento biasimato e talora criminalizzato.

#### Dovere coniugale
Il concetto di dovere coniugale stabilisce che è diritto di entrambi i coniugi avere rapporti sessuali con il proprio sposo, e che quindi è dovere di ciascun coniuge avere rapporti sessuali con l'altro.
In tempi recenti, il concetto di violenza sessuale è entrato in conflitto con quello di dovere coniugale. Si considera infatti che un coniuge non può costringere il suo partner ad avere rapporti sessuali.

### Matrimonio ed economia

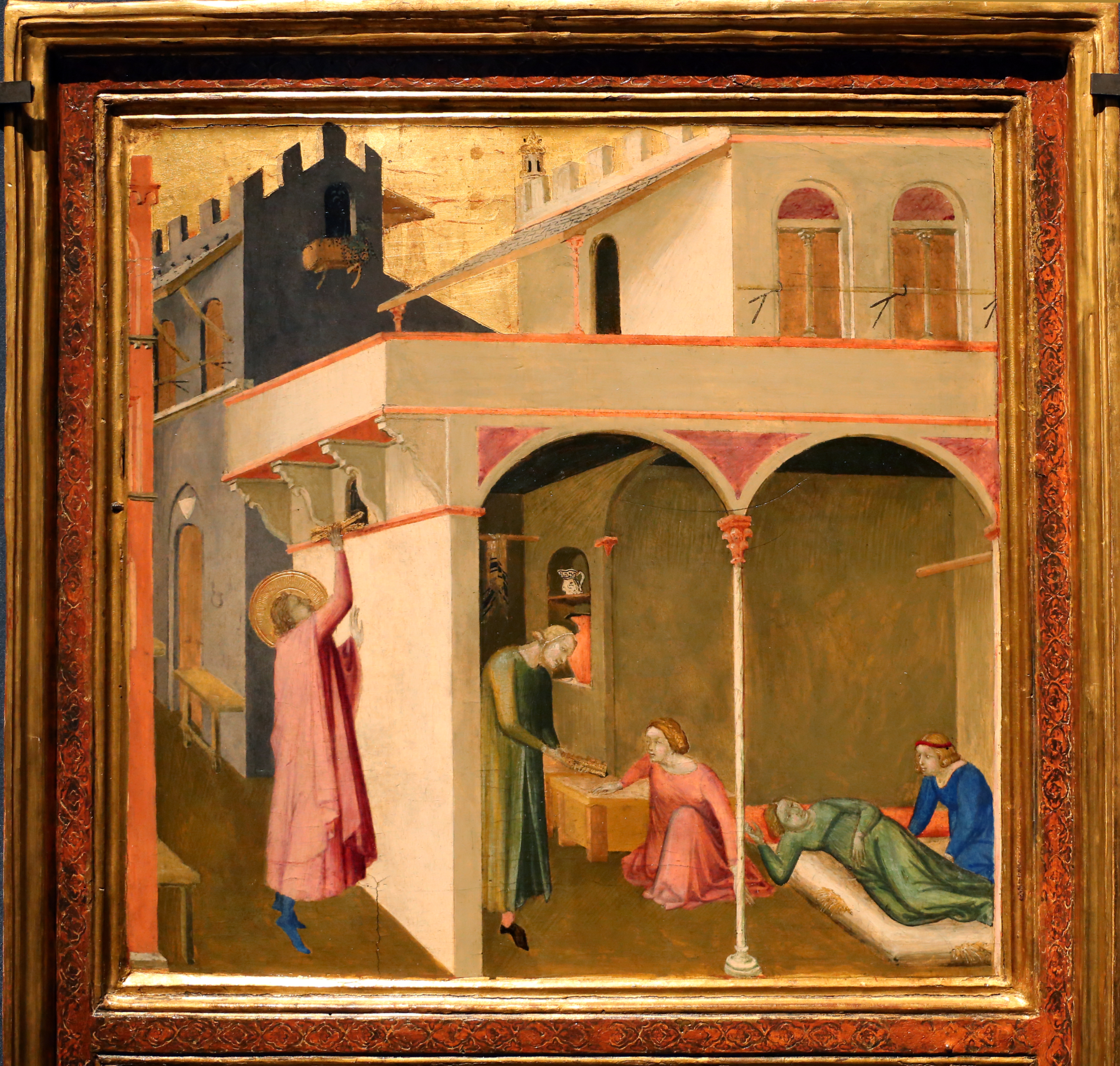
San Nicola dona la dote a tre zitelle troppo povere per potersi sposare, dipinto di Ambrogio Lorenzetti

L'aspetto economico del matrimonio è cambiato nel tempo.
È possibile analizzare l'istituzione del matrimonio usando la teoria economica; vedi David Friedman, Teoria dei Prezzi: Capitolo 21: The Economics of Love and Marriage.
In moltissime culture, le famiglie degli sposi procedono a una forma di transazione economica. Tuttavia, in molte culture tradizionali, la transazione finanziaria ha luogo tra l'uomo (o la sua famiglia) e la famiglia della sposa; la sposa non prende parte alla transazione e spesso non ha diritto di parola sul matrimonio.
A seconda della cultura e del periodo storico, questa transazione economica può prendere la forma di "prezzo della sposa", controdote" e "dote".

#### Prezzo della sposa
Il prezzo della sposa è composto dai beni che la famiglia dello sposo offre alla famiglia della sposa, prima delle nozze. Sembra che si tratti dell'usanza più antica.
Viene menzionata in diversi passi biblici con il nome di mohar). Il mohar creava un problema sociale, in quanto andava presentato prima del matrimonio e molti giovani uomini non riuscivano a mettere insieme il mohar in tempo per quando dovevano normalmente sposarsi. Quindi, per permettere a questi giovani di sposarsi, i rabbini in effetti ritardavano il periodo di tempo in cui la somma doveva esser pagata, protraendola a quando sarebbero stati in grado di farlo. Più tardi, il mohar venne inserito come parte della ketubah, cioè un accordo pre-matrimoniale.
Nell'antica Grecia, il termine hédna/ heédna è menzionato nei poemi omerici e indica i “doni nuziali” che consistono soprattutto in capi di bestiame Lo scambio di doni tra famiglie mostrava che la famiglia della donna non stava semplicemente vendendo o espellendo sua figlia; i doni formalizzavano la legittimità di un matrimonio I regali (dora) indicavano l'alleanza tra le due famiglie: genero e suocero diventavano alleati (etai).
La coemptio romana è una forma ritualizzata della compravendita della moglie. Si tratta della cerimonia nuziale romana più antica e quella più diffusa fra le classi popolari.

#### Controdote
La controdote sono i beni che la famiglia dello sposo corrisponde alla famiglia della sposa, dopo le nozze.La controdote nacque dall'istituto germanico del weotuma (inglese antico) o prezzo della sposa, che veniva corrisposto alla famiglia della sposa, da parte della famiglia dello sposo all'atto del contratto di matrimonio; nell'alto medioevo veniva invece corrisposto direttamente alla sposa. Il termine mefio, di istituzione longobarda, indica per l'appunto tale tributo, che lo sposo doveva al mundualdo, o amministratore dei beni della sposa.

#### Dote
La dote sono i beni che la famiglia della sposa offre alla famiglia dello sposo; è probabilmente la transazione più diffusa oggi, ma è la più recente.L'usanza della dote è comune nelle culture che sono fortemente patrilineari e che si aspettano che le mogli risiedano con la famiglia del marito (patrilocalità)..
Quando la dote è abbastanza consistente da attirare famiglie più benestanti, consente alla moglie e alla sua famiglia di fare un salto di classe sociale. La locuzione "cacciatore di dote" designa un uomo senza possibilità economiche, che illude la famiglia della sposa per potersi accasare.
Al contrario, quando la famiglia di una ragazza non riesce a procurarle una dote, la ragazza rischia di non sposarsi e quindi di rimanere zitella: a seconda delle società e delle epoche storiche, questo porta a differenti conseguenze sociali. Si è osservato che in greco antico e in latino non esisteva la parola equivalente a zitella e che d'altronde le famiglie con più di una figlia femmina sono raramente menzionate: si presume dunque che le figlie cadette siano state esposte.
In India la pratica della dote è stata vietata negli anni 1960, perché le famiglie entrano talvolta in violento contrasto a causa sua. Se la famiglia della sposa non riesce a produrre una dote soddisfacente per la famiglia dello sposo, questa può arrivare a uccidere la sposa dopo il matrimonio. L'indebitamento delle famiglie a causa della dote è una delle ragioni per cui la nascita di una figlia femmina viene ostacolata: alcuni ricercatori hanno osservato una correlazione fra le oscillazioni nel prezzo dell'oro e le percentuali di aborto selettivo femminile.

#### Gestione dei beni comuni
In molti sistemi legali moderni, due persone che si sposano hanno la scelta tra separazione e comunione dei beni. Nell'ultimo caso, chiamato proprietà comune, quando il matrimonio finisce con il divorzio ognuno detiene la metà dei beni; se un partner muore, il partner sopravvivente detiene la metà dei beni e per l'altra metà dell'eredità si applicano le leggi relative.
I rispettivi obblighi di mantenimento, durante ed eventualmente dopo un matrimonio, sono regolati nella maggior parte delle giurisdizioni; vedi alimenti.

## Matrimonio e società
Lungi dal limitarsi a questione privata fra i coniugi, il matrimonio è storicamente sempre registrato come atto pubblico, momento di formalizzazione pubblica verso i terzi e verso le istituzioni dell'unione coniugale. Diverso è ovviamente il tipo di riconoscimento, di registrazione, di presa d'atto dagli ordinamenti giuridici e dalle comunità religiose, originandosi in questa differenza una sostanziale diversità di considerazione.

### Il riconoscimento del matrimonio
L'articolo 16 della Dichiarazione universale dei diritti umani afferma:
1. Uomini e donne in età adatta hanno il diritto di sposarsi e di fondare una famiglia, senza alcuna limitazione di razza, cittadinanza o religione. Essi hanno eguali diritti riguardo al matrimonio, durante il matrimonio e all'atto del suo scioglimento.
2. Il matrimonio potrà essere concluso soltanto con il libero e pieno consenso dei futuri coniugi.
3. La famiglia è il nucleo naturale e fondamentale della società e ha diritto ad essere protetta dalla società e dallo Stato.»

(Dichiarazione universale dei diritti umani)
Le coppie solitamente cercano il riconoscimento sociale del loro matrimonio, e molte società richiedono l'approvazione ufficiale da parte di un ente religioso o civile. I sociologi distinguono così tra una cerimonia di matrimonio condotta in base a una religione e al matrimonio civile, sancito dallo Stato.
Il matrimonio, nella maggioranza delle società, è un istituto giuridico e può assumere rilevanza anche nella religione: in alcuni culti ha anche valore di sacramento, e comunque in genere rappresenta un momento di notevole importanza per i fedeli interessati e per la comunità religiosa di riferimento. Si parla pertanto di matrimonio civile in relazione al rito celebrato ai soli fini giuridici, e di matrimonio religioso o confessionale quando il rito sia celebrato da un ministro del culto. In alcuni ordinamenti giuridici è previsto il riconoscimento (talvolta meramente ricettizio) del rito religioso, cui possono attribuirsi effetti civili (spesso a condizione che sia richiesto).
Il modo in cui un matrimonio viene sancito è cambiato nel tempo, così come l'istituzione stessa del matrimonio.
In molte giurisdizioni la cerimonia del matrimonio civile può aver luogo durante la cerimonia del matrimonio religioso, sebbene si tratti di due entità distinte. Nella maggior parte degli stati occidentali il matrimonio può essere celebrato da un sacerdote, ministro o autorità religiosa; in tal caso l'autorità religiosa agisce simultaneamente come autorità religiosa e come ufficiale dello Stato. È quanto avviene anche in Italia con l'istituto del matrimonio concordatario, per cui la semplice celebrazione cattolica può avere anche gli effetti civili (attraverso la sua trascrizione). In alcuni paesi come la Francia, la Romania e la Russia, è necessario essere sposati dallo Stato prima di avere una cerimonia religiosa.

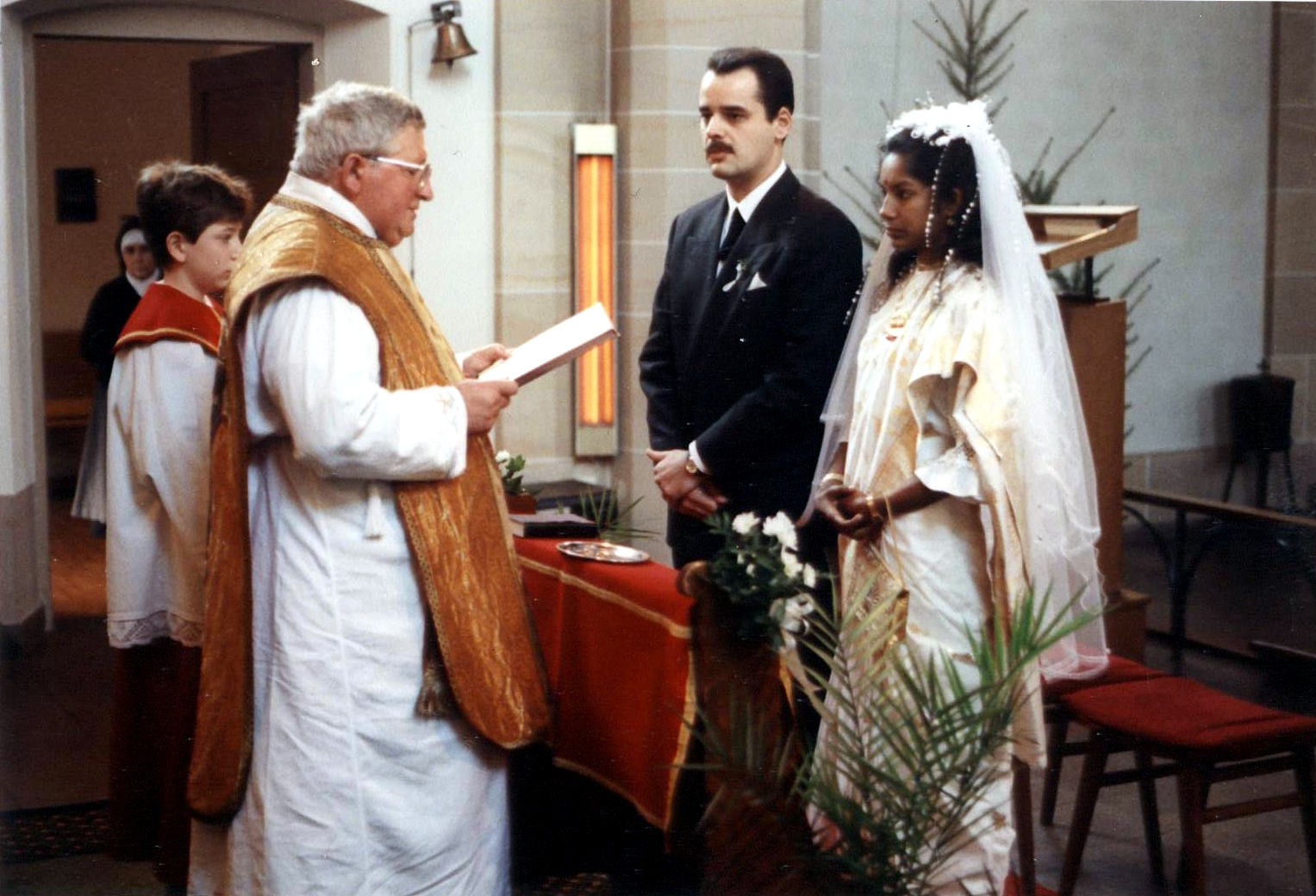
Un matrimonio celebrato con rito cattolico

Molti Stati ammettono i matrimoni fra persone dello stesso sesso o le unioni civili e il matrimonio può essere anche non formalmente celebrato, ma sancito per legge come nei matrimoni di fatto (common-law marriage) o matrimoni informali, un istituto storicamente presente in molte culture che prevede un riconoscimento formale degli effetti del matrimonio per coppie che vivono insieme anche senza la celebrazione effettiva del rito. Vi sono viceversa esempi di persone che celebrano un rito religioso che non è civilmente riconosciuto. Tali esempi comprendono le vedove che perderebbero il diritto alla pensione nel caso si risposino e scelgono un rito solo religioso, coppie omosessuali, alcuni gruppi di Mormoni che ammettono la poligamia, coppie in pensione che perderebbero i benefici se legalmente sposate, uomini musulmani che desiderano praticare la poligamia ammessa sotto alcune condizioni nell'Islam, e immigrati che non vogliono far sapere alle autorità che si sposano, o per la sposa che lasciano in patria o per la complessità delle leggi dell'immigrazione che possono rendere difficile la visita delle spose con un visto turistico.
Di pari passo con le diverse concezioni sociali di matrimonio, vanno i suoi diversi riconoscimenti legali nei vari paesi per effetto dell'assunzione negli ordinamenti dei canoni sociali. Nei tempi moderni, il termine matrimonio viene generalmente riservato a un'unione approvata dallo Stato.
La locuzione legalmente coniugato/a può essere usata per enfatizzare questo aspetto.

### Scioglimento del matrimonio
Quasi tutte le società contemplano che il legame matrimoniale possa giungere a una conclusione anche in casi diversi dalla morte di almeno uno dei coniugi, e ammettono l'istituto del divorzio.
Con il divorzio il matrimonio resta celebrato (in senso civile), ma i suoi effetti vengono terminati per effetto di una decisione solitamente demandata a un giudice.
Vi sono inoltre paesi (tra cui l'Italia) e religioni (ad esempio quella cattolica) che consentono la dichiarazione di nullità (spesso indicata impropriamente con il termine annullamento), con la quale il matrimonio risulta come mai celebrato a causa di talune condizioni che ne avrebbero viziato la correttezza originaria. Da un punto di vista processuale il diritto canonico, contrariamente a quanto accade nel diritto civile per la separazione e per il divorzio, non prevede un ricorso consensuale, e quindi un'iniziativa processuale congiunta da parte di entrambi i coniugi.
Quindi, posto che i due coniugi possono anche essere d'accordo sulle cause di nullità del loro matrimonio, la procedura – secondo i dettami canonici – non può essere consensuale. Deve sempre configurarsi come contenziosa, con un coniuge che intende rivalersi nei confronti dell'altro. In alcune religioni, come ad esempio nell'Ebraismo il divorzio è contemplato per mezzo della pratica del ghet e nell'Islam attraverso la pratica del ripudio.

### Annullamento del matrimonio
Alcune tradizioni ammettono che una donna incapace di dare un figlio, potesse essere restituita al padre. Ciò rifletteva l'importanza di avere figli e di estendere la famiglia per protrarre le generazioni. Un caso recente che ha colpito l'opzione pubblica occidentale è quello di Soraya Esfandiary Bakhtiari, seconda moglie di Mohammad Reza Pahlavi, l'ultimo Shāh di Persia, ripudiata a causa della sua sterilità.
Nei Paesi occidentali moderni, la sterilità in sé non costituisce da sola una ragione sufficiente a dichiarare nullo un matrimonio; è infatti necessario che venga infranto il principio della buona fede: ciò significa che in linea di massima, una nullità del legame coniugale può essere richiesta quando sia dimostrato che il coniuge sterile, conscio della sua incapacità di procreare, abbia deliberatamente tenuto nascosta la sua condizione prima di contrarre matrimonio con un partner intenzionato a fondare una famiglia.

## Il matrimonio nelle varie culture

### Modelli di residenza
- neolocale quando gli sposi lasciano le rispettive famiglie per costruirsi la loro residenza;
- bilocale quando i coniugi vivono alternativamente presso il gruppo dello sposo e quello della sposa;
- ambilocale quando i coniugi scelgono di vivere stabilmente presso un gruppo;
- virilocale se la residenza è col gruppo di parenti del marito;
- patrilocale se la residenza è nella casa del padre del marito;
- uxorilocale se la residenza è col gruppo di parenti della moglie;
- matrilocale se la residenza è nella casa della madre della moglie;
- avunculocale se lo sposo andrà a vivere dal proprio zio materno, dove la sposa lo raggiungerà.

### Matrimonio tra consanguinei (esogamia ed endogamia)
La società ha sempre posto restrizioni al matrimonio tra parenti, sebbene il grado delle relazioni proibite vari notevolmente. Gli antropologi si riferiscono a questo genere di restrizioni con il termine di esogamia. Tali restrizioni sono relative al tabù dell'incesto. Gli antropologi hanno segnalato che il tabù dell'incesto può servire per promuovere la solidarietà sociale.
In quasi tutte le società il matrimonio tra fratelli e sorelle è vietato, con rare eccezioni quali l'Antico Egitto, la società Hawaiiana, e gli Inca.
In molte società il matrimonio tra primi cugini è preferito, mentre all'estremo opposto, la chiesa cattolica medievale proibiva il matrimonio tra cugini lontani. La chiesa cattolica odierna mantiene tuttora uno standard di distanza richiesta (sia in consanguineità sia in affinità) per il matrimonio.
Nella comunità induista, specialmente nella casta dei Brahmini, è vietato sposare persone dello stesso Gothra, visto che persone dello stesso Gothra si ritiene abbiano la stessa discendenza patriarcale. Nell'antica India quando era valido il Gurukul, lo shishyas (il pupillo) era sconsigliato dallo sposare i figli del Guru siccome lo shishyas era considerato figlio del Guru e sarebbe stato un matrimonio tra fratelli (sebbene ci fossero eccezioni come Abhimanyu, il figlio di Arjuna, sposando Uttara, l'apprendista ballerina di Arjuna nel poema epico Mahābhārata).
Molte società hanno adottato anche altre restrizioni su chi può sposarsi, come il divieto di sposare persone con lo stesso cognome o persone con lo stesso animale sacro.
Inversamente, alcune società richiedono che il matrimonio avvenga all'interno di un certo gruppo. Gli antropologi si riferiscono a queste restrizioni con il termine di endogamia. Nell'Antico Egitto, il matrimonio tra fratelli e sorelle era ammesso solo nella famiglia reale; questo privilegio era negato al popolo comune e potrebbe essere servito per concentrare salute e potere in una famiglia. Un esempio di endogamia potrebbe essere la necessità di sposare un appartenente alla stessa tribù.
Le leggi razziali adottate da alcune società nel passato, come la Germania nazista, il Sudafrica dell'apartheid e gran parte degli stati meridionali degli USA prima del 1967, che proibivano il matrimonio tra persone di diversa etnia (miscegenazione) potrebbero anch'esse essere considerate esempi di endogamia.

### Monogamia e poligamia

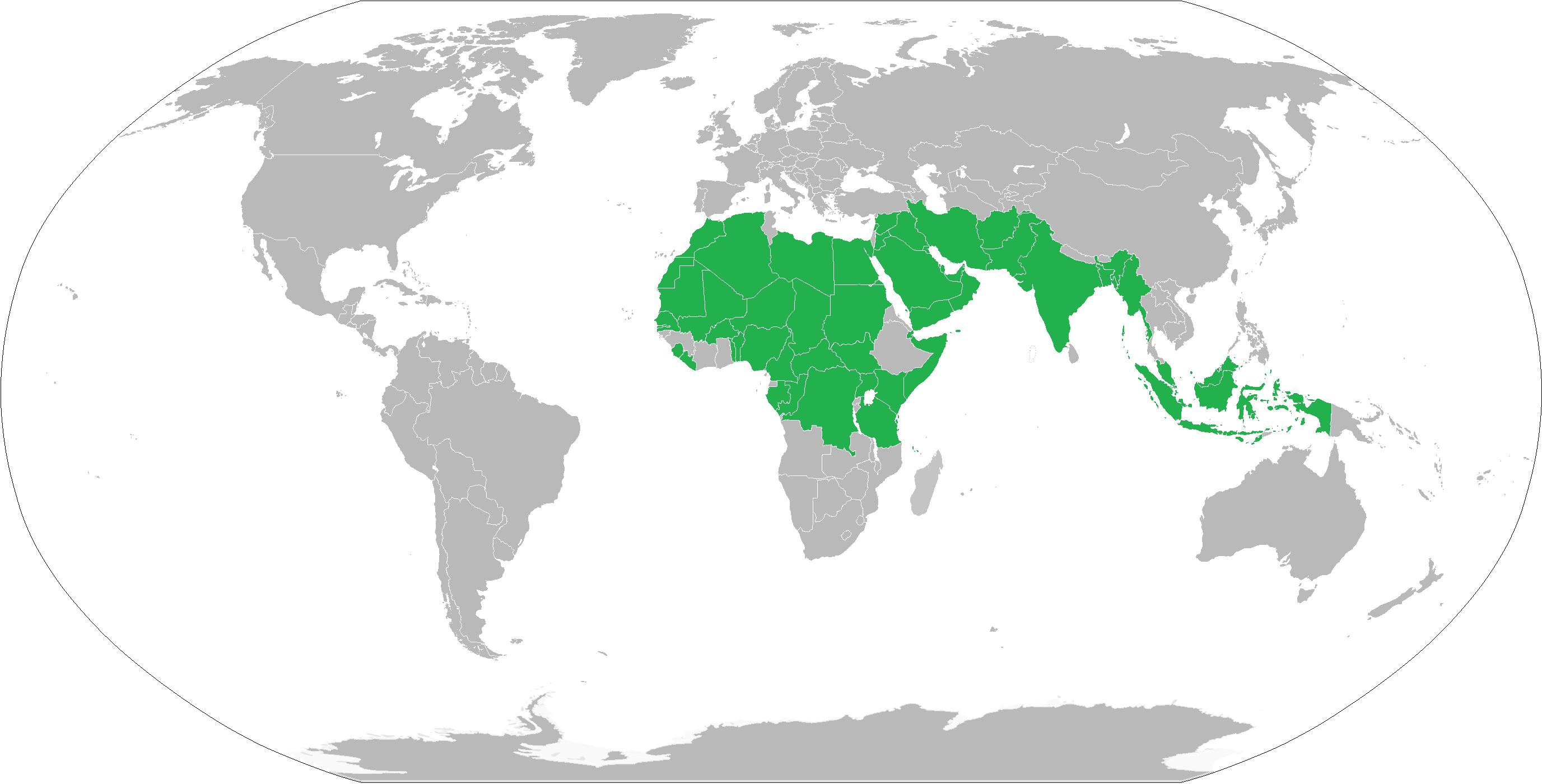
I paesi con il permesso della poligamia nel 2015

La monogamia (dal greco mònos, unico, e gàmos, nozze) è l'unione matrimoniale di due soli coniugi. La poligamia (dal greco polys, molto, e gàmos, nozze) è il rapporto stabilito tra un individuo di un sesso e due o più individui della stessa specie dell'altro sesso.
In alcuni paesi, molti dei quali africani o del mondo arabo, si pratica il matrimonio di un uomo con più donne (poliginia), mentre più raramente, ad esempio in alcuni paesi asiatici, si pratica il matrimonio di una donna con più uomini (poliandria). Ancora più raro è un matrimonio collettivo, che somma le caratteristiche della poliginia e poliandria (famiglia punalua). Le società che permettono i matrimoni di gruppo sono estremamente rare, ma sono esistite nelle società utopiche come la Comunità Oneida.
Lo status delle mogli plurime varia da una società all'altra e da un'epoca all'altra.
Gli Ebrei dell'antichità erano liberi di prendere più mogli, per esempio Sara è nota come la prima moglie di Abramo, il quale sposò anche la sua schiava Agar.
Nel mondo musulmano, il matrimonio viene sancito fra un uomo e una donna, ma ci sono versetti nella sūra (capitolo) 4 del Corano (la sura "delle donne") che affermano che in certe condizioni di estrema equanimità a un uomo è consentito avere fino a quattro mogli. Avere più mogli è dunque segno di ricchezza. 
In Indonesia, il più grande Stato a maggioranza musulmana, è consentito il matrimonio fra un uomo e una donna che professano la stessa fede, mentre agli atei non è consentito sposarsi.
Nella Cina imperiale, il matrimonio formale veniva sancito solo fra un uomo e una donna, sebbene fra le classi superiori si potessero avere in aggiunta più concubine . La moglie primaria era scelta dalle famiglie e la cerimonia nuziale era molto elaborata, mentre le concubine potevano essere prese in seguito con una cerimonia molto semplice.
Solamente i figli dell'unione ufficiale erano considerati legittimi.
Per controllare meglio la crescita della popolazione, a partire dall'ascesa dello stato comunista sono permesse solamente le relazioni coniugali strettamente monogame, sebbene il divorzio sia un atto relativamente semplice.

#### Monogamia "seriale"
Nella cultura Occidentale del XXI secolo, mentre la bigamia è illegale, il divorzio e successivo nuovo matrimonio sono relativamente facili da conseguire. Ciò ha condotto a una pratica chiamata "monogamia seriale" o "poligamia diacronica". La monogamia seriale di solito si riferisce a ciò che accade quando una coppia divorzia e i coniugi si risposano formando nuove coppie.

#### Matrimonio temporaneo
Alcune comunità musulmane, come quella sciita, praticano il "Nikāḥ al-mutʿa", o "sigheh", ovvero un matrimonio a tempo determinato. Vi è un acceso dibattito interno sulla legittimità e l'opportunità di tale pratica, non riconosciuta dal sunnismo subito dopo la presa dell'oasi di Khaybar da parte di Maometto.

### Matrimonio combinato

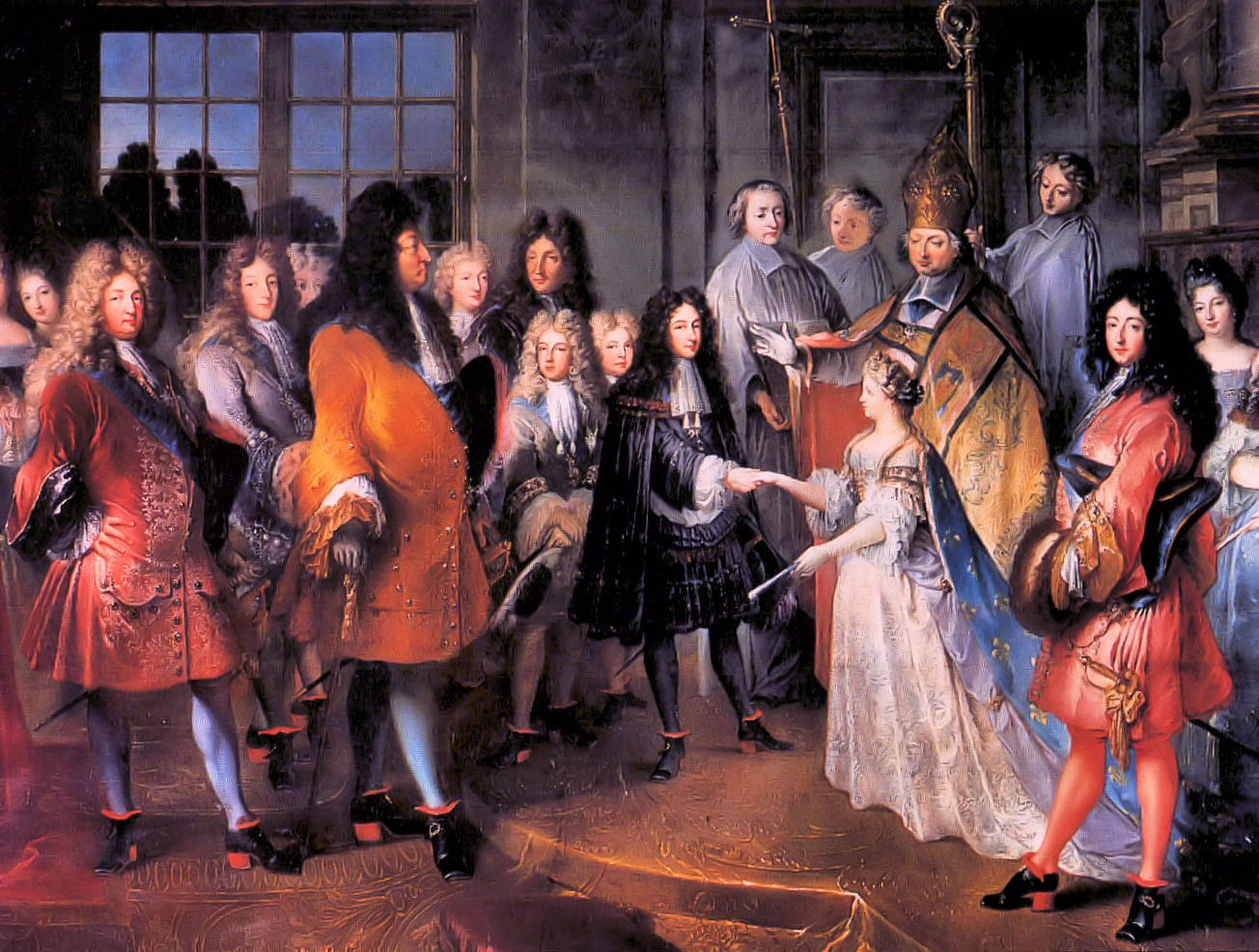
Il matrimonio combinato tra Luigi XIV di Francia e Maria Teresa di Spagna

Nel film "Il bell'Antonio" ambientato a Catania negli anni 1960, Claudia Cardinale e Marcello Mastroianni si sposano con un matrimonio combinato

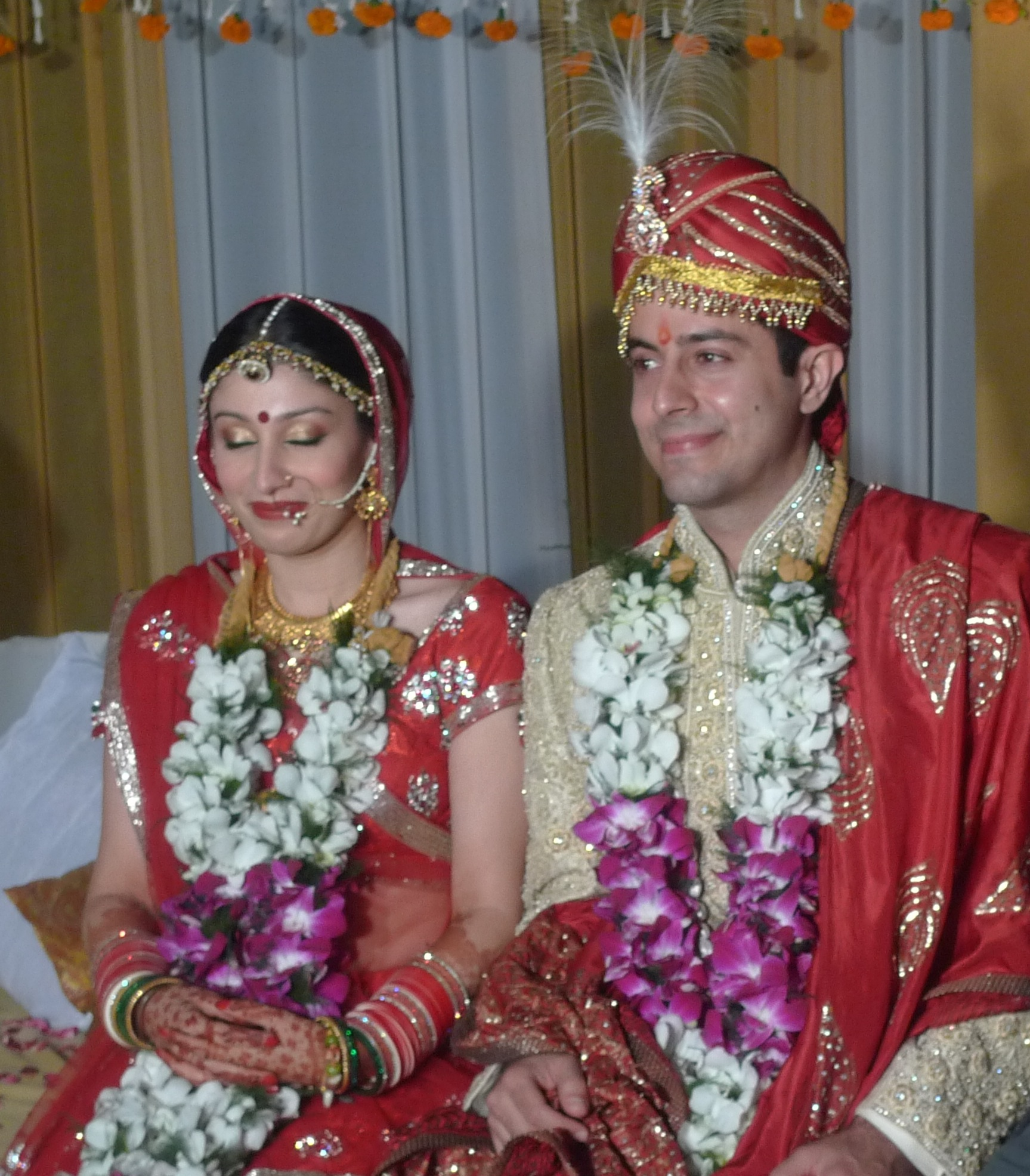
Matrimonio indù. Nel subcontinente indiano i matrimoni sono per lo più combinati dalle famiglie

Il matrimonio combinato è un'unione facilitata da procedure formali da parte di famiglie o gruppi politici. Un'autorità responsabile stabilisce o incoraggia le nozze. L'autorità potrebbe essere costituita dai genitori, dalla famiglia, una figura religiosa o il consenso generale. Le prime due spesso cominciano il processo con la pressione informale e sociale mentre le ultime due cominciano spesso con un sistema o una dichiarazione formale. In entrambi i casi, l'autorità ha un veto vincolante sul matrimonio, e questo sistema è socialmente sostenuto dal resto della comunità, così che negarlo comporta conseguenze drastiche ed estreme. Una volta dichiarato, un impegno è implicito, che diviene esplicito con una seguente cerimonia formale.
Nelle culture dove si usa combinare matrimoni, è molto importante la figura del sensale, anche detto anticamente "prosseneta", cioè un mediatore che metteva in contatto due famiglie interessate a contrarre matrimonio.
L'usanza è sopravvissuta in Occidente e anche in Italia almeno fino agli anni 1960. Secondo il quotidiano "La Stampa", nel 2018 è mancato l'ultimo sensale della provincia di Cuneo all'età di 93 anni. L'attività viene recuperata dalla moderna agenzia matrimoniale, con la differenza che solitamente sono gli sposi stessi e non le famiglie a rivolgersi a loro.
Coloro che credono nel matrimonio romantico criticheranno spesso le nozze combinate, considerandole come opprimenti, disumane o immorali. I difensori di questi matrimoni dissentono, riferendosi spesso a culture nelle quali il tasso di successo di queste forme è alto e sostenendo che quasi tutte le coppie imparano ad amarsi e prendersi cura l'uno dell'altro molto profondamente.
Coloro i quali appoggiano le nozze combinate affermano frequentemente che è una tradizione, che si basa sulla morale sociale e che è un bene per le famiglie coinvolte. Coloro che credono nel matrimonio di convenienza formulano anche delle critiche verso il matrimonio romantico, dicendo che è a breve termine, eccessivamente basato sulla lussuria o immorale. I sostenitori ribattono che è meglio possedere un legame sentimentale prima di prendere un impegno vitalizio. Le culture che aspirano a creare relazioni dopo che le coppie si sono sposate sono quelle con pratiche istituzionalizzate di matrimoni combinati. Le culture le quali giungono a pensare che le nozze dovrebbero essere provate solamente dopo che una compatibilità di breve termine è stata provata adottano i matrimoni romantici.

### Matrimonio forzato

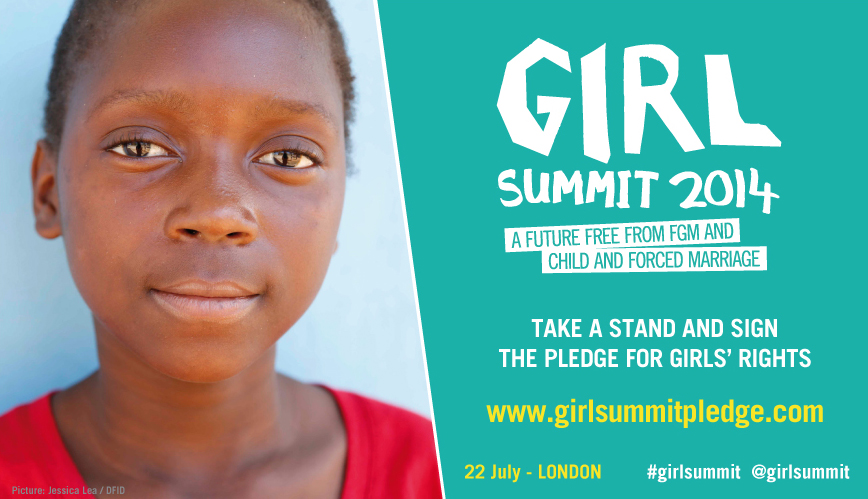
Manifesto contro il matrimonio forzato

Per matrimonio forzato si intende un matrimonio in cui una o entrambe le persone coinvolte, bambini o adulti, vengono fatte sposare senza tenere conto della loro volontà o, addirittura, contravvenendola apertamente. Tale pratica è presente ovunque, ma soprattutto in quei paesi in cui non è sviluppata una cultura di rispetto per i diritti dell'individuo.
Alcune culture tradizionali praticano ancora il matrimonio per rapimento, una forma di matrimonio forzato in cui una donna che è rapita e stuprata da un uomo viene poi considerata sua moglie. Questa pratica si apparenta al matrimonio riparatore  (vedere voce più in basso).
Oggi il matrimonio per rapimento è pratica corrente in paesi rurali e tradizionalisti, come il Kirghizistan. Dopo la fine dell'Unione Sovietica e il ritorno alla cultura tradizionale, il numero di rapimenti a scopo matrimonio è salito in maniera esponenziale toccando anche le città, laddove prima era rimasto caratteristico delle zone rurali. Il dibattito ha preso avvio nel 2011, dopo che alcune donne sposate a forza si sono suicidate.

#### Fuitina
La "fuitina" ("piccola fuga" in lingua siciliana) è un esempio di matrimonio per rapimento dove però si presume generalmente che rapitore e rapita siano complici per sfuggire all'opposizione della famiglia di lei all'unione in matrimonio.
La fuitina era un'usanza tipica dell'Italia meridionale ed è rimasta in uso almeno fino alla prima metà del XX secolo, prima che le contestazioni del 1968 iniziassero a criticare l'istituto del matrimonio e la nozione di onore.
La fuitina consisteva nella fuga dei futuri sposi per avere rapporti sessuali come tra marito e moglie. In questo modo, l'onorabilità della donna veniva "compromessa", e la sua famiglia avrebbe accettato il matrimonio come "riparatore".
La fuga prematrimoniale in realtà poteva venire compiuta in accordo con una o entrambe le famiglie,
nel caso in cui non avessero i mezzi necessari per affrontare le spese per le nozze. Le nozze riparatrici, infatti, erano prive dei rituali e costosi ricevimenti.
Attualmente in Camerun la fuga della ragazza verso la casa dei suoceri è considerata una delle opzioni di matrimonio insieme al rapimento  e alla cerimonia classica. La fuga e il rapimento in realtà sono pre-organizzati dalle famiglie, che lasciano però la ragazza all'oscuro, e sono motivati generalmente da considerazioni economiche, in quanto la cerimonia riparatrice è meno costosa di quella ordinaria.
Tipico esempio sono le canzoni popolari messicane del XIX secolo.

### Matrimonio tra persone dello stesso sesso
Al giugno 2015 due persone aventi lo stesso sesso possono accedere all'istituto del matrimonio in 21 nazioni: Spagna, Francia, Regno Unito (tranne l'Irlanda del Nord), Portogallo, Belgio, Lussemburgo, Paesi Bassi, Danimarca (compresa la Groenlandia dal 2015), Finlandia (a inizio 2017 le prime celebrazioni), Islanda, Norvegia, Svezia, Irlanda, Stati Uniti (in tutti gli Stati della federazione e il distretto federale di Washington, DC), Canada, Messico (nella capitale e in due Stati della federazione), Argentina, Brasile, Uruguay, Sudafrica e Nuova Zelanda.
Inoltre in Italia, a Malta, in Israele, nelle nazioni caraibiche di Aruba, Curaçao e Sint Maarten pur non essendo consentito alle persone aventi lo stesso sesso di accedere all'istituto del matrimonio, vengono registrati i matrimoni fra persone dello stesso sesso celebrati altrove.

### Matrimonio precoce

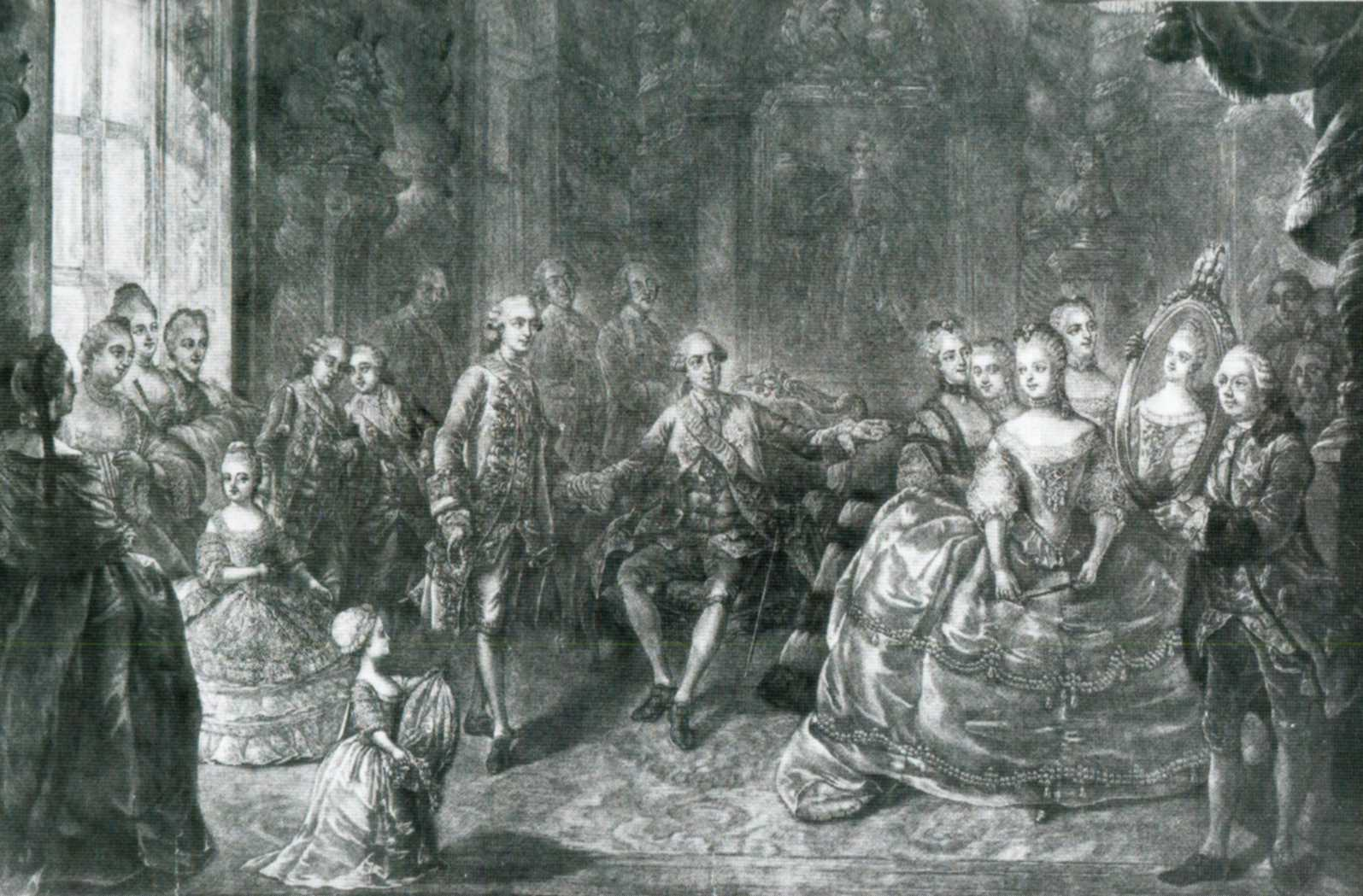
Presentazione di Maria Antonietta al Delfino Luigi Augusto a Versailles, prima del loro matrimonio - lei aveva 15 anni, lui 16 - il 16 maggio 1770

Per matrimonio precoce s'intende un matrimonio in cui uno o entrambi gli sposi sono minorenni. In particolare, si parla di matrimonio precoce quando la sposa bambina non ha ancora avuto il menarca. La diffusione dei matrimoni precoci oggi sembra essere una caratteristica dei paesi più poveri e/o in guerra, come frutto di necessità economica e tradizione culturale.

### Matrimonio riparatore
Per matrimonio riparatore si intende una soluzione adottata per sistemare una situazione ritenuta, per una ragione o per l'altra, disonorevole per le persone coinvolte, per cui può trattarsi di un matrimonio forzato o meno.
Nella Bibbia si legge:
(Deuteronomio, 22,23-29)
Il versetto (29) è una delle prime attestazioni del costume del "matrimonio riparatore": era concepito come una forma di risarcimento e di presa di possesso della donna, che, secondo questa concezione patriarcale, avendo perduto l'onore, non sarebbe più potuta essere presa in moglie da nessun altro uomo; invece, come si può notare, la legge considera la donna proprietà del maschio che la possedeva; il matrimonio era inteso come un risarcimento, grazie al quale la donna era protetta dall'eventualità di un ripudio successivo.
Il costume del matrimonio riparatore sopravvisse nella cultura occidentale fino a tempi molto recenti: in Italia fino al 1981, allorché un uomo commetteva, nei confronti di una donna nubile e illibata, stupro o violenza carnale punibile con la pena prevista dall'art. 519 e segg. del codice penale, onde evitare il processo o al fine di far cessare la pena detentiva inflitta, poteva offrire alla ragazza il matrimonio riparatore facendo così cessare ogni effetto penale e sociale del suo delitto (art. 544 cod. pen., ora abrogato); il reato era estinto anche per gli eventuali complici del sequestratore. Lo stupratore, affinché potesse fruire del beneficio di legge, doveva offrire il matrimonio alla ragazza addossandosi altresì tutte le spese della cerimonia e senza poter pretendere alcuna dote.
Il matrimonio riparatore, dunque, oltre a reintegrare, agli occhi dell'opinione pubblica, l'"onorabilità" delle donne e della loro famiglia, tutelava e salvava sul profilo giudiziario lo stupratore e i suoi eventuali complici.
La prima donna italiana a ribellarsi al matrimonio riparatore fu la siciliana Franca Viola nel 1966, rifiutandosi di sposare il suo rapitore e stupratore. L'usanza del matrimonio riparatore è stata legalmente abolita in Italia il 5 settembre 1981, attraverso l'abrogazione dell'art. 544 del codice penale (art. 1 L. 5/8/1981, n. 442).

### Matrimonio all'estero
Nell'epoca della globalizzazione una frazione crescente dei matrimoni vengono celebrati in un paese differente da quello di residenza degli sposi. Si tratta di coppie miste che spesso convivono nel Paese di provenienza di uno dei due, o nella maggior parte dei casi, in un terzo Paese che non appartiene né all'uno, né all'altro. In Italia la percentuale è ancora relativamente bassa rispetto al resto dell'Europa, come attestato da una recente ricerca, commissionata dalla Camera di commercio di Milano in vista del secondo 'Seminario Euro-Mediterraneo'.
Quando avviene di fronte al capo dell'ufficio consolare, che funge da ufficiale di stato civile, tale tipo di unione viene detta "matrimonio consolare".

## Matrimonio e religione
Molte religioni hanno numerosi insegnamenti riguardanti il matrimonio.
Nell'Antico Testamento, cui fanno riferimento le tre religioni abramitiche (ebraismo, cristianesimo, islam), il matrimonio è sempre fra un uomo e una donna ed è concepito come un dono di Dio per il bene terreno e ultraterreno di entrambi gli sposi (Genesi 2:18-22; Proverbi 18:22, 31:30; Deuteronomio 24:5).
Nell'Ebraismo il matrimonio è visto come l'unione di due famiglie, prolungando pertanto la religione e l'eredità culturale del popolo ebraico.

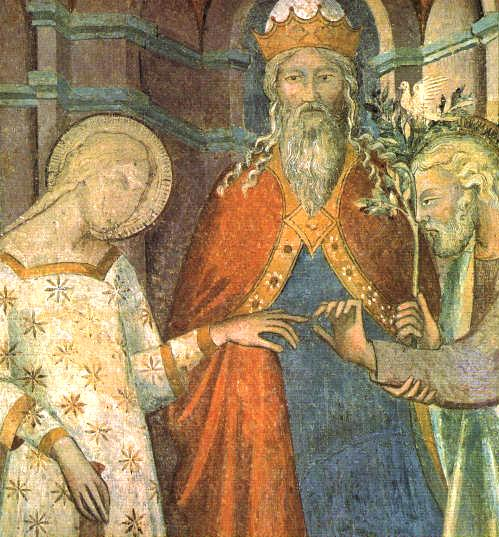
Matrimonio di Maria e Giuseppe in un affresco medievale.

La maggior parte delle chiese cristiane danno una qualche forma di benedizione al matrimonio; la cerimonia di nozze tipicamente include una qualche forma di impegno da parte della comunità o della società in appoggio alla relazione della coppia. Nella Chiesa cattolica e nelle Chiese ortodosse il "santo matrimonio" è considerato uno dei sette sacramenti.
Anche l'Islam raccomanda caldamente il matrimonio; tra le altre cose (legittima reciproca soddisfazione sessuale dei coniugi e procreazione), esso aiuta nel perseguimento della perfezione spirituale.
L'Induismo vede il matrimonio come un sacro dovere che comporta obblighi religiosi e sociali.
Per contro, il Buddismo non incoraggia né scoraggia il matrimonio, sebbene insegni che una persona deve vivere una vita matrimoniale felice.
In generale, le religioni credono che i legami matrimoniali si esauriscano dopo la morte. Tuttavia, nel Mormonismo il matrimonio è detto matrimonio eterno, perché secondo i credenti esso permette di perpetuare i vincoli familiari anche dopo la morte.

## Il matrimonio nell'ordinamento italiano

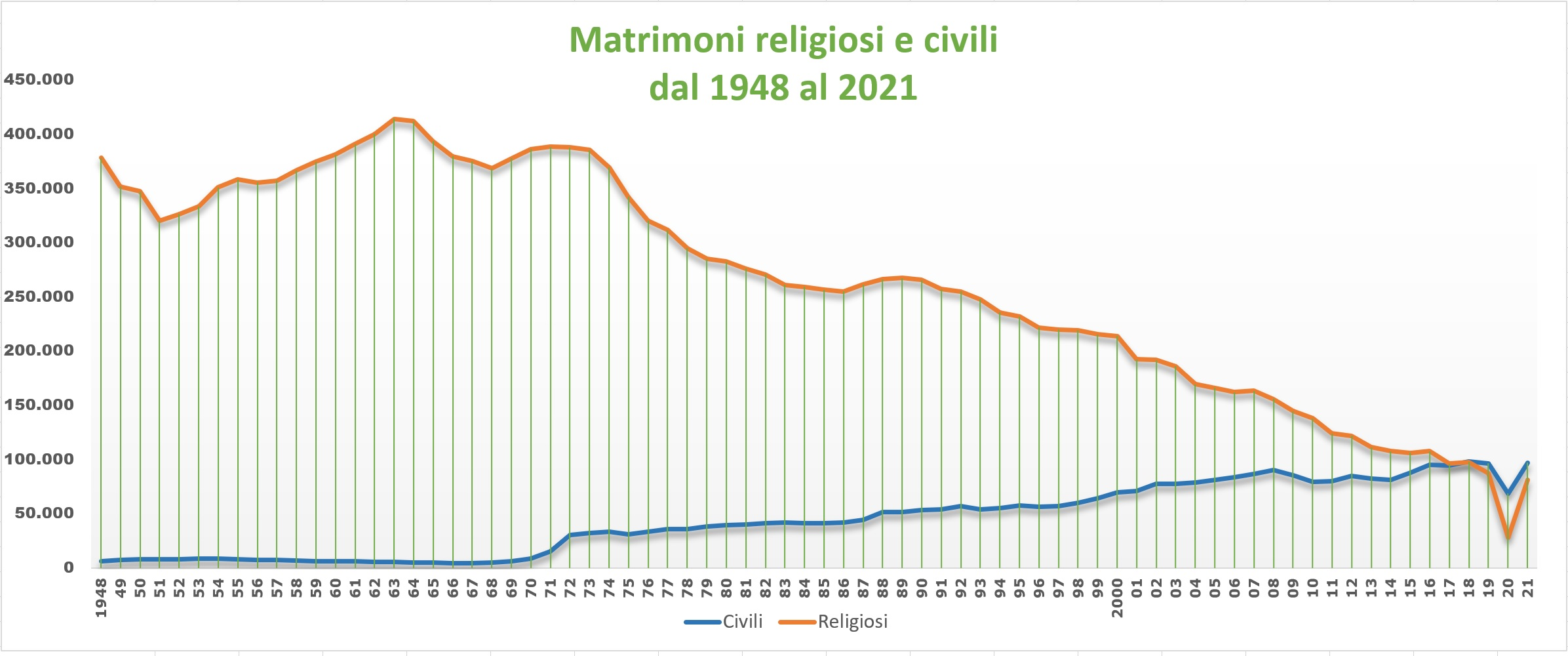
Andamento del numero di matrimoni religiosi e civili in Italia, dal 1948 al 2021.

Nell'ordinamento italiano il matrimonio è un negozio giuridico regolato dal Titolo VI del Libro I del Codice Civile (articoli 79-230). La convenzione matrimoniale è il contratto con il quale i coniugi stabiliscono un regime patrimoniale coniugale diverso dalla comunione legale, e cioè il regime di separazione dei beni o di comunione convenzionale.
La Costituzione italiana tratta del matrimonio agli articoli 29 e 30. Il primo definisce la famiglia quale "società naturale fondata sul matrimonio" e stabilisce che "il matrimonio è ordinato sulla eguaglianza morale e giuridica dei coniugi, con i limiti stabiliti dalla legge a garanzia dell'unità familiare". Il secondo riguarda il mantenimento, l'istruzione e l'educazione dei figli legittimi e naturali (ossia nati nell'ambito e al di fuori del matrimonio), e assicura ai secondi le tutele giuridiche e sociali.
In Italia, gli effetti civili del matrimonio sono riconosciuti anche ai matrimoni celebrati davanti a un ministro di culto di una confessione religiosa che abbia stipulato un'intesa con lo Stato italiano. L'accordo di Villa Madama con la Chiesa cattolica, che lo Stato ha stipulato nel 1984 in sostituzione dei Patti Lateranensi del 1929, stabilisce le condizioni per il riconoscimento degli effetti civili al vincolo matrimoniale celebrato in forma canonica. Analogo riconoscimento sussiste per i matrimoni celebrati dai ministri di culto della Chiesa valdese, della Chiesa cristiana avventista del settimo giorno, dell'Unione delle comunità ebraiche italiane, delle Assemblee di Dio in Italia, dell'Unione Cristiana Evangelica Battista d'Italia, della Chiesa Evangelica Luterana in Italia, della Sacra Arcidiocesi Ortodossa d'Italia ed Esarcato per l'Europa Meridionale, della Chiesa di Gesù Cristo dei santi degli ultimi giorni e dell'Unione induista italiana.
Viceversa, l'attribuzione degli effetti civili ai matrimoni islamici non è possibile, a causa dell'assenza di intese tra la Repubblica Italiana e le organizzazioni islamiche presenti nel Paese. Non è riconosciuto alcun effetto civile nemmeno ai matrimoni celebrati da officianti umanisti, anche se sempre più spesso vengono organizzati riti laico-umanisti all'interno dei quali, o parallelamente ai quali, viene celebrato il rito civile.
Anche in Italia, come in quasi tutti gli altri Paesi, è possibile sciogliere il matrimonio per divorzio. Il divorzio è chiamato scioglimento del matrimonio se contratto a norma del codice civile, cessazione degli effetti civili del matrimonio se celebrato con rito religioso e regolarmente trascritto. Questa distinzione si basa sul principio della distinzione degli ordini civile e religioso. Lo Stato non intende ingerirsi nel vincolo religioso e scioglie il matrimonio limitatamente agli effetti civili; tuttavia il mero vincolo religioso è irrilevante per lo Stato.

## Critiche

### Eliminazione del riconoscimento legale del matrimonio
Sotto il principio della separazione tra stato e chiesa, i progressisti criticano la regolazione governativa e il coinvolgimento dello Stato nel matrimonio, perché molti ora considerano il matrimonio un'istituzione religiosa. La visione progressista è che se un governo deve riconoscere completamente un matrimonio, esso deve essere trattato come un contratto qualsiasi tra due parti liberamente consenzienti, il che ridurrebbe essenzialmente il diritto di famiglia a un sottoinsieme dei contratti legale. Gli aspetti religiosi dovrebbero restare sotto la giurisdizione delle rispettive organizzazioni religiose e dei relativi tribunali ecclesiastici (ovviamente se esistono). Sviluppi legali relativamente nuovi come gli alimenti passati da ex-conviventi hanno già condotto certi governi verso questa direzione.

### Matrimonio svantaggioso per le donne

I paesi dove la legge impone alle mogli di "ubbidire" al marito, nel 2015.

Altri opinionisti hanno argomentato contro il matrimonio, talvolta condannando pratiche locali individuali e talaltre l'intera istituzione del matrimonio. Una parte di queste critiche provengono da personalità femministe, le quali sostengono che in molte culture il matrimonio è svantaggioso per le donne.
Storicamente, nella maggior parte delle culture, le donne sposate avevano pochissimi diritti propri, essendo considerate, insieme ai figli della famiglia, proprietà del marito; in quanto tali, non potevano possedere o ereditare beni, né rappresentarsi legalmente.
In alcune tradizioni il matrimonio potrebbe essere un traumatico, spiacevole avvenimento per una ragazza. La sorte delle donne scritto ad Atene alla metà del V secolo a.C. lamenta questa situazione:
A partire dal XIX secolo in Europa soprattutto durante la Belle époque e dopo la Seconda Guerra mondiale l'istituzione attraversò diversi cambiamenti.  Questi cambiamenti includevano l'attribuzione alle mogli di una propria identità giuridica, l'abolizione del diritto dei mariti di disciplinare fisicamente le mogli, l'attribuzione alle mogli di diritti di proprietà, la liberalizzazione delle leggi sul divorzio, l'attribuzione alle mogli di diritti riproduttivi propri e la richiesta del consenso della moglie in caso di rapporti sessuali.
Nel XXI secolo, continuano ad esserci controversie sullo status giuridico delle donne sposate, sull'accettazione legale o sull'indulgenza nei confronti della violenza all'interno del matrimonio (in particolare la violenza sessuale), sulle usanze matrimoniali tradizionali come la dote e il prezzo della sposa, sul matrimonio forzato, sull'età matrimoniale e sulla criminalizzazione di comportamenti consensuali come il sesso prematrimoniale ed extraconiugale.

### Critiche delle associazioni maschili
Uno studio della Social Health of Marriage negli Stati Uniti riporta «La continua diminuzione del tasso di matrimonio, accompagnata da un aumento delle coppie conviventi; un piccolo incremento della percentuale di bambini che vivono in famiglie problematiche e che sono nati fuori dal matrimonio; un sensibile aumento dell'apertura verso l'avere figli fuori dal matrimonio da parte di giovani ragazzi e, tra le ragazze, un aumento della disponibilità a vivere insieme prima di sposarsi». Tuttavia, non spiega l'atteggiamento nei confronti del divorzio.
Molti uomini lamentano il fatto che ordini di protezione vengano emessi con troppa facilità in seguito a richieste non necessarie. A causa di un ordine di protezione, l'ex-marito viene fisicamente allontanato dalla casa e dai figli.
Inoltre molte associazioni lamentano che le leggi sul patrimonio comune e sull'affidamento della casa al coniuge più debole (quasi sempre la donna) siano ingiuste perché di fatto spogliano i mariti dei loro beni a vantaggio delle mogli che spesso non hanno mai lavorato al di fuori dell'ambito di cura domestica.

## Società tradizionali senza matrimonio
Secondo Cai Hua, ricercatore presso l'Accademia di Scienze Sociali dello Yunnan e poi ricercatore associato presso il CNRS di Parigi, tra il popolo Naxi è sopravvissuta fino a oggi una società matriarcale nelle valli remote dello Yunnan, in Cina.
I Naxi del nord (regione di Yongning 永宁) sono noti per essere una società matrilineare e matrilocale, il che significa che la filiazione avviene attraverso la madre e che tutti i figli – maschi e femmine – vivono nella casa della madre, dalla nascita fino alla morte.
Il matrimonio tradizionalmente non esiste, cioè non esiste nessun riconoscimento istituzionale dell'unione tra individui. Le relazioni sessuali sono libere tra adulti non consanguinei: di notte, l'uomo si reca a casa della donna con la quale desidera avere rapporti sessuali; la donna è libera di accettare o meno. Sia gli uomini che le donne possono avere più partner, ma questo non può mai essere un parente. In altre parole, c'è un forte tabù dell'incesto.
Tradizionalmente, i bambini Naxi non sempre sanno chi è il loro padre biologico, e vengono cresciuti dai parenti materni della casa, con uno zio materno che assume il ruolo di figura maschile di riferimento, cioè di protettore ed educatore.
Quest'usanza deriva in parte da una delle loro credenze, che presenta l'uomo come la "pioggia sull'erba": serve cioè a far crescere un seme che è già presente. Per i Naxi, i tratti ereditari sono contenuti nelle ossa e trasmessi dalle donne, mentre sarebbe la dea Abaogdu a mettere i semi nel grembo delle donne.
La cultura matrilocale tradizionale ha resistito all'amministrazione delle dinastie imperiali e al confucianesimo, nonché alle ingiunzioni del periodo maoista. Tuttavia, ha ceduto al commercio di massa e al turismo. Dagli anni 1990, i Naxi si sono conformati al modello della famiglia nucleare e alla monogamia.

## Unioni civili
In aggiunta al matrimonio in alcuni stati sono state introdotte le unioni civili, per coppie di qualunque sesso o – a volte – solo per coppie dello stesso sesso. Le unioni civili sono riconosciute in Italia, Danimarca, Norvegia, Svezia, Finlandia, Groenlandia, Islanda, Paesi Bassi, Belgio, Germania, Francia, Regno Unito, Svizzera, Nuova Zelanda, Lussemburgo, Andorra, Slovenia negli stati USA del Vermont e del Connecticut e nello Stato australiano della Tasmania; un crescente numero di stati e località negli USA, come il Maine, riconoscono i partenariati domestici, che offrono gli stessi diritti coniugali del matrimonio, a diversi gradi.